# Wereldkampioenschap voetbal 2010

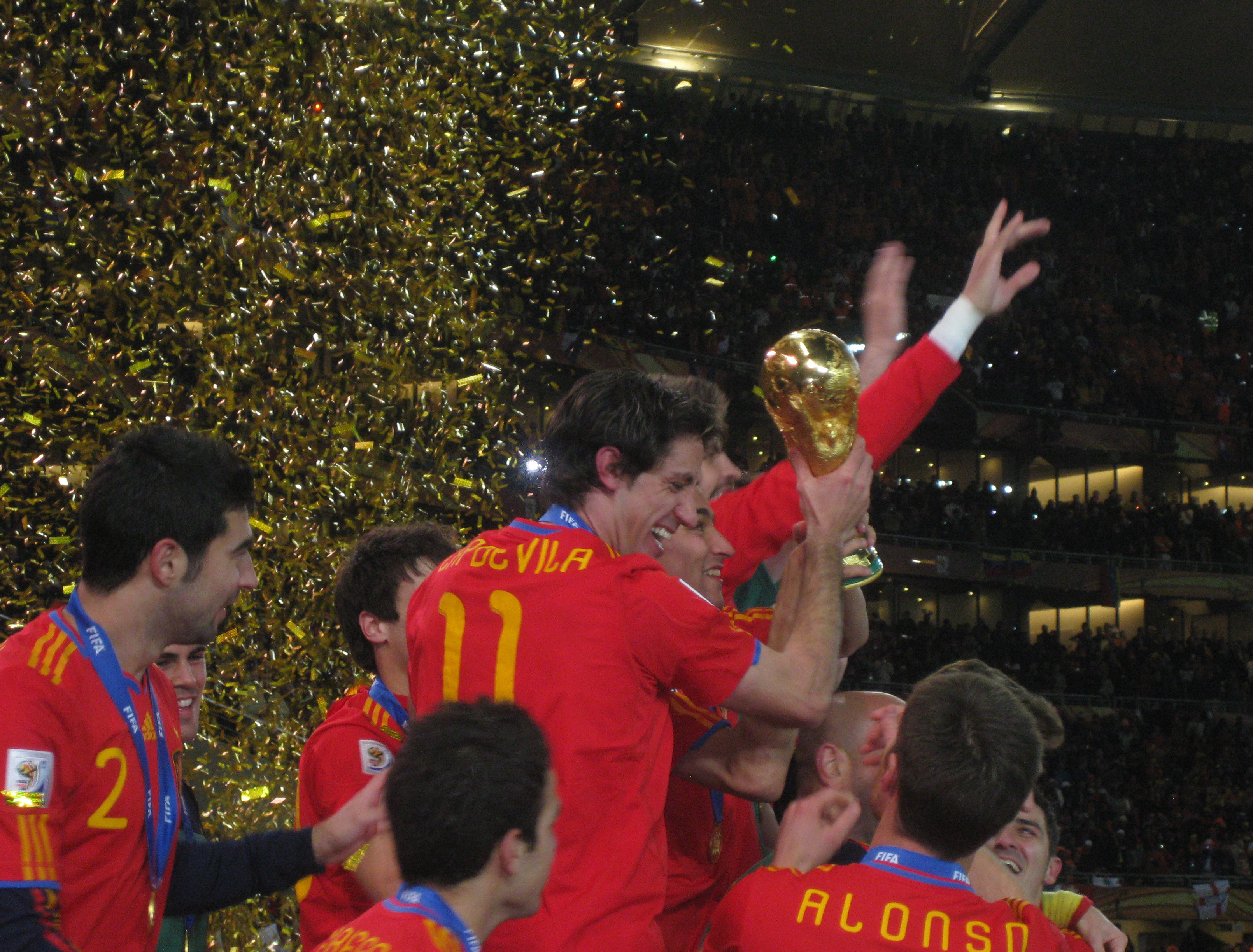
Wereldkampioen Spanje met de beker

Het FIFA wereldkampioenschap voetbal 2010 was de 19de editie van een internationale voetbalwedstrijd tussen de nationale mannenteams van landen die aangesloten zijn bij de FIFA. Het evenement vond plaats in de periode van 11 juni tot en met 11 juli 2010 in Zuid-Afrika. Het was de eerste editie die op het Afrikaanse continent werd georganiseerd.
Zuid-Afrika werd verkozen boven Marokko en Egypte als gastland in een geheel Afrikaans selectieproces. Via een uitgebreid kwalificatieproces en de automatische kwalificatie van het gastland bleven er 32 landen over voor het eindtoernooi, dat gespeeld werd in tien stadions verspreid over Zuid-Afrika. De gekwalificeerde landen werden in december 2009 verdeeld in 8 poules van vier teams. De nummers 1 en 2 van elke poule gingen door naar de finalerondes, die volgens een knock-outsysteem werden gespeeld.
De finale van het wereldkampioenschap werd gespeeld op 11 juli, in Soccer City in Johannesburg, tussen Nederland en Spanje. Na verlenging won Spanje met 0-1 door een doelpunt van Andrés Iniesta; het land werd daarmee voor het eerst in zijn geschiedenis wereldkampioen. Nederland verloor na 1974 en 1978 voor de derde keer in zijn geschiedenis de finale van het wereldkampioenschap voetbal en werd daarmee recordhouder voor het land wat de meeste finales heeft gespeeld zonder er ooit één te winnen.

## Organisatie en speelsteden

### Toewijzing
Direct na het besluit om het wereldkampioenschap van 2006 in Duitsland te organiseren, besloot de FIFA om in de toekomst de organisatie van het toernooi te laten rouleren over de verschillende continenten. Daardoor stond al vroeg vast dat in 2010 het kampioenschap in Afrika zou worden gespeeld.
Er waren vijf kandidaten: Zuid-Afrika, Egypte, Libië, Marokko en Tunesië. Tunesië en Libië wilden samen het toernooi organiseren. Omdat de FIFA het niet toestond dat twee landen het toernooi samen zouden organiseren, trok Tunesië zich zeven dagen voor de stemming terug. Vervolgens beoordeelde de FIFA dat Libië niet voldeed aan de eisen om het toernooi zelf te organiseren. Libië kon namelijk niet garanderen dat het -in geval van kwalificatie- Israël zou toestaan deel te nemen aan een toernooi op Libisch grondgebied.
Daardoor ging op 15 mei 2004 in Zürich de stemming tussen drie landen. Er was slechts één stemronde nodig om Zuid-Afrika tot gastheer voor 2010 te verkiezen.
Stemming
 Zuid-Afrika - 14 stemmen
 Marokko - 10 stemmen
 Egypte - 0 stemmen
 Tunesië - trok zich terug toen duo-organisatie niet werd toegestaan
 Libië - niet in behandeling genomen omdat het niet voldeed aan de eisen na terugtrekking van Tunesië

### Stadions
De wedstrijden werden gespeeld in tien stadions in negen steden.
| Johannesburg       | Durban | Kaapstad | Johannesburg              |
| ------------------ | --- | --- | ------------------------- |
| Soccer City        | Moses Mabhidastadion                                                                                           | Groenpuntstadion                                                                                               | Ellispark                 |
| Capaciteit: 94.700 | Capaciteit: 69.957                                                                                             | Capaciteit: 66.005                                                                                             | Capaciteit: 61.639        |
|                    | | |                           |
| Pretoria           | Durban Port Elizabeth Rustenburg Nelspruit Pretoria Bloemfontein Johannesburg Kaapstad Pietersburg (Polokwane) | Durban Port Elizabeth Rustenburg Nelspruit Pretoria Bloemfontein Johannesburg Kaapstad Pietersburg (Polokwane) | Port Elizabeth            |
| Loftus Versfeld    | Durban Port Elizabeth Rustenburg Nelspruit Pretoria Bloemfontein Johannesburg Kaapstad Pietersburg (Polokwane) | Durban Port Elizabeth Rustenburg Nelspruit Pretoria Bloemfontein Johannesburg Kaapstad Pietersburg (Polokwane) | Nelson Mandelabaaistadion |
| Capaciteit: 49.365 | Durban Port Elizabeth Rustenburg Nelspruit Pretoria Bloemfontein Johannesburg Kaapstad Pietersburg (Polokwane) | Durban Port Elizabeth Rustenburg Nelspruit Pretoria Bloemfontein Johannesburg Kaapstad Pietersburg (Polokwane) | Capaciteit: 46.082        |
|                    | Durban Port Elizabeth Rustenburg Nelspruit Pretoria Bloemfontein Johannesburg Kaapstad Pietersburg (Polokwane) | Durban Port Elizabeth Rustenburg Nelspruit Pretoria Bloemfontein Johannesburg Kaapstad Pietersburg (Polokwane) |                           |
| Bloemfontein       | Polokwane | Nelspruit | Rustenburg                |
| Vrystaatstadion    | Peter Mokabastadion                                                                                            | Mbombelastadion                                                                                                | Royal Bafokengstadion     |
| Capaciteit: 45.058 | Capaciteit: 45.264                                                                                             | Capaciteit: 43.589                                                                                             | Capaciteit: 44.530        |
|                    | | |                           |

De openingswedstrijd en de finale vonden plaats in het nieuwe Soccer City in Johannesburg, dat met 95.000 zitplaatsen de grootste capaciteit heeft. De halve finales waren in Kaapstad en Durban, de kwartfinales in Johannesburg (2x), Kaapstad en Port Elizabeth.
Onderstaande tabel geeft informatie over de stadions en de wedstrijden die er werden gespeeld:
| Plaats                  | Stadion                    | Capaciteit | Bespelers            | 1e ronde | 1/8 fin. | 1/4 fin. | 1/2 fin. | 3e/4e | finale | Totaal |
| ----------------------- | -------------------------- | ---------- | -------------------- | -------- | -------- | -------- | -------- | ----- | ------ | ------ |
| Bloemfontein            | Vrystaatstadion            | 45.058     | Bloemfontein Celtic  | 5        | 1        | 0        | 0        | 0     | 0      | 6      |
| Durban                  | Moses Mabhida Stadium      | 69.957     | -                    | 5        | 1        | 0        | 1        | 0     | 0      | 7      |
| Johannesburg            | Soccer City                | 94.700     | Kaizer Chiefs        | 5        | 1        | 1        | 0        | 0     | 1      | 8      |
| Johannesburg            | Ellispark                  | 61.639     | Orlando Pirates FC   | 5        | 1        | 1        | 0        | 0     | 0      | 7      |
| Kaapstad                | Groenpuntstadion           | 66.005     | -                    | 5        | 1        | 1        | 1        | 0     | 0      | 8      |
| Nelspruit               | Mbombela Stadion           | 43.589     | -                    | 4        | 0        | 0        | 0        | 0     | 0      | 4      |
| Pietersburg (Polokwane) | Peter Mokaba Stadion       | 45.264     | -                    | 4        | 0        | 0        | 0        | 0     | 0      | 4      |
| Port Elizabeth          | Nelson Mandelabaai Stadion | 46.082     | -                    | 5        | 1        | 1        | 0        | 1     | 0      | 8      |
| Pretoria                | Loftus Versfeld Stadion    | 49.365     | Supersport United FC | 5        | 1        | 0        | 0        | 0     | 0      | 6      |
| Rustenburg              | Royal Bafokeng Stadion     | 44.530     | -                    | 5        | 1        | 0        | 0        | 0     | 0      | 6      |
| Totaal                  | Totaal                     | Totaal     | Totaal               | 48       | 8        | 4        | 2        | 1     | 1      | 64     |

### Voorbereiding van de eindronde
In september 2006 werd bekend dat er grote problemen waren met de voorbereidingen. Sepp Blatter, voorzitter van de FIFA, ging de situatie zo snel mogelijk ter plaatse evalueren. In de wandelgangen werd al gezocht naar oplossingen, indien het WK zou worden onttrokken aan Zuid-Afrika. Eerder deed een dergelijke situatie zich voor na de grote aardbeving in Mexico City in 1985. Ook toen bleek het uiteindelijk niet nodig uit te wijken naar een ander land.

### Mascotte
Op 22 september 2008 werd de mascotte van het WK 2010 bekendgemaakt. Zijn naam is Zakumi en hij is een geel luipaard met groen haar.

## Kwalificatie

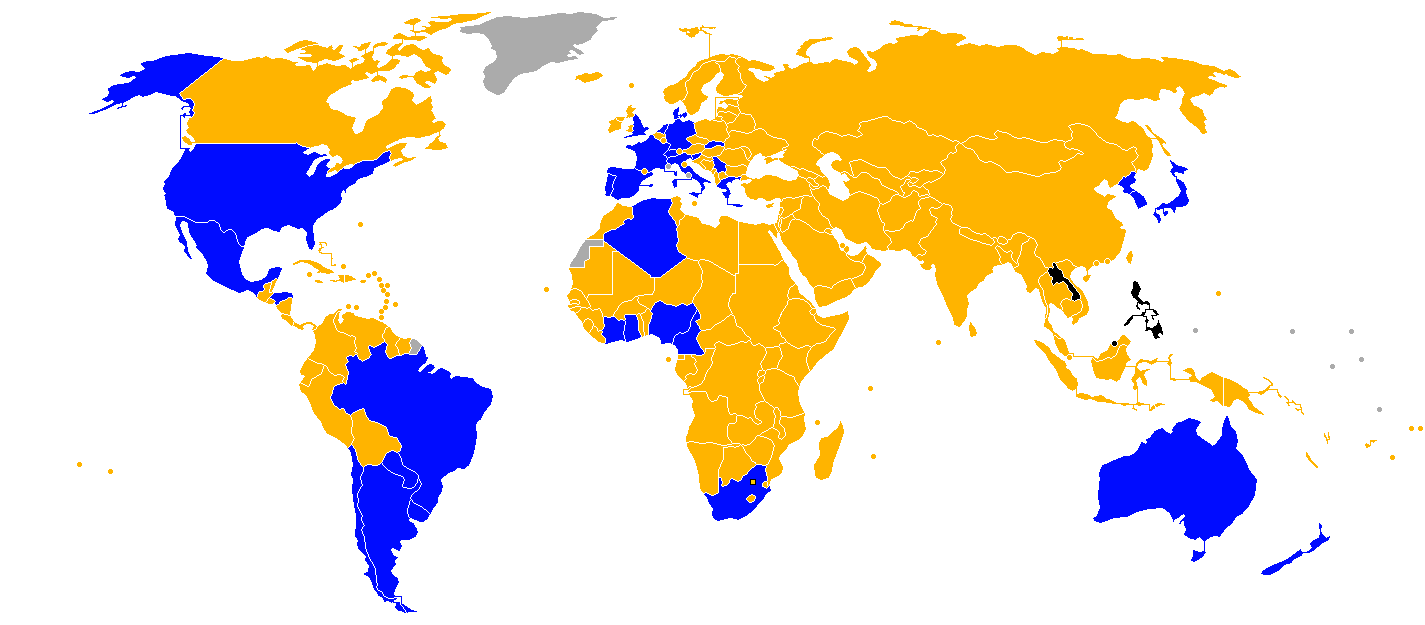
Gekwalificeerd
Niet gekwalificeerd
Niet ingeschreven voor deelname
Geen lid van de FIFA

Een recordaantal van 204 landen had zich aangemeld voor deelname aan de kwalificaties voor de eindronde, inclusief Zuid-Afrika. Slechts de Filipijnen, Brunei en Laos hadden zich niet aangemeld. Papoea Nieuw-Guinea had zich aangemeld, maar deed uiteindelijk niet mee. Via regionale kwalificaties werd dit aantal teruggebracht naar 31 landen die zich voor de eindronde hebben gekwalificeerd. Zuid-Afrika is als gastland automatisch geplaatst.
De loting voor de kwalificatie vond plaats op 25 november 2007 in Durban, Zuid-Afrika. Voordat de loting plaats had werden al enkele kwalificatiewedstrijden gespeeld in Zuid-Amerika, Afrika en Azië en Oceanië. De Europese teams kwamen pas in actie na de zomer van 2008. Zij streden om 13 plaatsen. Ook de regerend wereldkampioen, Italië, heeft zich via kwalificatie moeten plaatsen.
| confederatie | continent                            | details                                 |
| ------------ | ------------------------------------ | --------------------------------------- |
| AFC          | Azië                                 | WK voetbal 2010 (kwalificatie AFC)      |
| CAF          | Afrika                               | WK voetbal 2010 (kwalificatie CAF)      |
| CONCACAF     | Noord- en Midden-Amerika en Caraïben | WK voetbal 2010 (kwalificatie CONCACAF) |
| CONMEBOL     | Zuid-Amerika                         | WK voetbal 2010 (kwalificatie CONMEBOL) |
| OFC          | Oceanië                              | WK voetbal 2010 (kwalificatie OFC)      |
| UEFA         | Europa                               | WK voetbal 2010 (kwalificatie UEFA)     |

### Gekwalificeerde landen
| FIFA-lid         | Confederatie | Kwalificatie                       | Kwal. datum      | Aantal dln. (incl. 2014) | Dln. op rij | Eerste dln. | Laatste dln. | Titels (excl. 2014) | Beste prestatie |
| ---------------- | ------------ | ---------------------------------- | ---------------- | ------------------------ | ----------- | ----------- | ------------ | ------------------- | --------------- |
| Algerije         | CAF          | 1e Groep C                         | 18 november 2009 | 3e                       | 1           | 1982        | 1986         | 0                   | Groepsfase      |
| Argentinië       | CONMEBOL     | Nummer 4 CONMEBOL                  | 14 oktober 2009  | 15e                      | 10          | 1930        | 2006         | 2                   | Winnaar         |
| Australië        | AFC          | Vierde ronde 1e groep A            | 6 juni 2009      | 3e                       | 2           | 1974        | 2006         | 0                   | Achtste finale  |
| Brazilië         | CONMEBOL     | Nummer 1 CONMEBOL                  | 5 september 2009 | 19e                      | 19          | 1930        | 2006         | 5                   | Winnaar         |
| Chili            | CONMEBOL     | Nummer 2 CONMEBOL                  | 10 oktober 2009  | 8e                       | 1           | 1930        | 1998         | 0                   | 3e plaats       |
| Denemarken       | UEFA         | 1e Groep 1                         | 10 oktober 2009  | 4e                       | 1           | 1986        | 2002         | 0                   | Kwartfinale     |
| Duitsland        | UEFA         | 1e Groep 4                         | 10 oktober 2009  | 17e                      | 15          | 1934        | 2006         | 3                   | Winnaar         |
| Engeland         | UEFA         | 1e Groep 6                         | 9 september 2009 | 13e                      | 4           | 1950        | 2006         | 1                   | Winnaar         |
| Frankrijk        | UEFA         | Uefa Play-off                      | 18 november 2009 | 13e                      | 4           | 1930        | 2006         | 1                   | Winnaar         |
| Ghana            | CAF          | 1e Groep D                         | 6 september 2009 | 2e                       | 2           | 2006        | 2006         | 0                   | Achtste finale  |
| Griekenland      | UEFA         | Uefa Play-off                      | 18 november 2009 | 2e                       | 1           | 1994        | 1994         | 0                   | Groepsfase      |
| Honduras         | CONCACAF     | Vierde ronde 3e plaats             | 14 oktober 2009  | 2e                       | 1           | 1982        | 1982         | 0                   | Groepsfase      |
| Italië           | UEFA         | 1e Groep 8                         | 10 oktober 2009  | 17e                      | 13          | 1934        | 2006         | 5                   | Winnaar         |
| Ivoorkust        | CAF          | 1e Groep E                         | 10 oktober 2009  | 2e                       | 2           | 2006        | 2006         | 0                   | Groepsfase      |
| Japan            | AFC          | Vierde ronde 2e groep A            | 6 juni 2009      | 4e                       | 4           | 1998        | 2006         | 0                   | Achtste finale  |
| Kameroen         | CAF          | 1e Groep A                         | 14 november 2009 | 6e                       | 1           | 1982        | 2002         | 0                   | Kwartfinale     |
| Mexico           | CONCACAF     | Vierde ronde 2e plaats             | 10 oktober 2009  | 14e                      | 5           | 1930        | 2006         | 0                   | Kwartfinale     |
| Nederland        | UEFA         | 1e Groep 9                         | 6 juni 2009      | 9e                       | 2           | 1934        | 2006         | 0                   | Tweede          |
| Nieuw-Zeeland    | OFC          | Play-off AFC/OFC                   | 14 november 2009 | 2e                       | 1           | 1982        | 1982         | 0                   | Groepsfase      |
| Nigeria          | CAF          | 1e Groep B                         | 14 november 2009 | 4e                       | 1           | 1994        | 2002         | 0                   | Achtste finale  |
| Noord-Korea      | AFC          | Vierde ronde 2e groep B            | 17 juni 2009     | 2e                       | 1           | 1966        | 1966         | 0                   | Kwartfinale     |
| Paraguay         | CONMEBOL     | Nummer 3 CONMEBOL                  | 9 september 2009 | 8e                       | 4           | 1930        | 2006         | 0                   | Achtste finale  |
| Portugal         | UEFA         | Uefa Play-off                      | 18 november 2009 | 5e                       | 3           | 1966        | 2006         | 0                   | Derde           |
| Servië           | UEFA         | 1e Groep 7                         | 10 oktober 2009  | 1e                       | 1           | -           | -            | 0                   |                 |
| Slovenië         | UEFA         | Uefa Play-off                      | 18 november 2009 | 2e                       | 1           | 2002        | 2002         | 0                   | Groepsfase      |
| Slowakije        | UEFA         | 1e Groep 3                         | 14 oktober 2009  | 1e                       | 1           | -           | -            | 0                   |                 |
| Spanje           | UEFA         | 1e Groep 5                         | 9 september 2009 | 13e                      | 9           | 1934        | 2006         | 0                   | Vierde          |
| Uruguay          | CONMEBOL     | Winnaar play-off CONMEBOL/CONCACAF | 18 november 2009 | 11e                      | 1           | 1930        | 2002         | 2                   | Winnaar         |
| Verenigde Staten | CONCACAF     | Vierde ronde 1e plaats             | 10 oktober 2009  | 9e                       | 6           | 1930        | 2006         | 0                   | Derde           |
| Zuid-Afrika      | CAF          | Gastland                           | 15 mei 2004      | 3e                       | 1           | 1998        | 2002         | 0                   | Groepsfase      |
| Zuid-Korea       | AFC          | Vierde ronde 1e groep B            | 6 juni 2009      | 8e                       | 7           | 1954        | 2006         | 0                   | Vierde          |
| Zwitserland      | UEFA         | 1e Groep 2                         | 14 oktober 2009  | 9e                       | 2           | 1934        | 2006         | 0                   | Kwartfinale     |

## Eindronde
Opzet

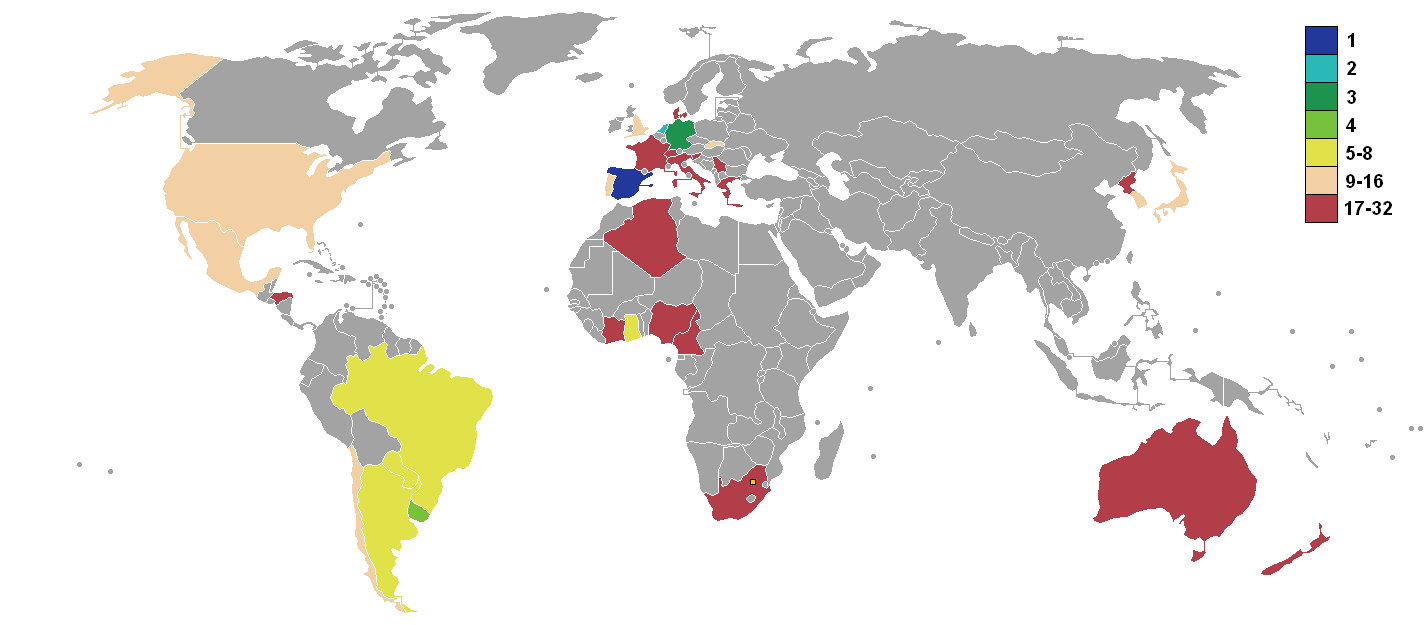
De prestaties van de 32 participerende landen

Het toernooi heeft dezelfde opzet als de toernooien die vanaf 1998 georganiseerd werden.
Tweeëndertig landen nemen deel waaronder het gastland. Zij zullen strijden in acht groepen van vier ploegen, waarvan de eerste twee zich kwalificeren voor de achtste finales. Vanaf deze fase wordt er gespeeld volgens het knock-outsysteem. Vervolgens zijn er de achtste finales, kwartfinales, halve finales, een wedstrijd om de derde plaats en de finale.

### Loting en groepsindeling
De loting voor de eindronde vond plaats op vrijdag 4 december 2009 in Kaapstad.
Potindeling
Twee dagen voor de loting maakte de FIFA de potindeling voor de loting bekend. De groepshoofden werden ondergebracht in pot 1. Pot 2 bevatte de vertegenwoordigers van Azië, Oceanië en Noord- en Midden-Amerika/Caraïben. Pot 3 de landen uit Afrika en Zuid-Amerika en pot 4 de resterende Europese landen. Behalve het organiserend land zijn de overige groepshoofden bepaald op basis van de FIFA-wereldranglijst van oktober 2009.
Bij de loting werd uit elke pot een land in een andere groep geplaatst. Hierdoor konden landen uit dezelfde pot niet bij elkaar in de groep worden geloot. Van elke confederatie kon maar één vertegenwoordiger in een groep komen, uitgezonderd Europa, waarvan twee landen per groep mogelijk werd.
| Pot 1 (Gastland & Top 7 FIFA)                                              | Pot 2 (AFC, CONCACAF + OFC)                                                           | Pot 3 (CAF + CONMEBOL)                                           | Pot 4 (UEFA)                                                                    |
| -------------------------------------------------------------------------- | ------------------------------------------------------------------------------------- | ---------------------------------------------------------------- | ------------------------------------------------------------------------------- |
| Brazilië Spanje Nederland Italië Duitsland Argentinië Engeland Zuid-Afrika | Verenigde Staten Mexico Australië Honduras Japan Zuid-Korea Nieuw-Zeeland Noord-Korea | Kameroen Chili Ivoorkust Paraguay Uruguay Algerije Nigeria Ghana | Frankrijk Portugal Zwitserland Griekenland Servië Denemarken Slowakije Slovenië |

Groepsindeling
De volgorde van de landen komt overeen met de positie in de groep die de FIFA aan het land heeft gegeven. Volgens het schema speelt de nummer 1 uit elke groep eerst tegen de nummer 2, vervolgens tegen de nummer 3 en tot slot tegen de nummer 4.

### Scheidsrechters
Dertig scheidsrechters werden begin 2010 door de FIFA aangewezen. Vlak voor het toernooi vielen er twee af en werd er één vervanger aangewezen. Van deze scheidsrechters leidden er 24 een wedstrijd. Tussen haakjes staat hieronder hoeveel wedstrijden ze leidden.

## Groepsfase

#### Puntentelling
De groepen spelen in een halve competitie waarbij elk land eenmaal tegen elk ander land uit zijn groep speelt. Volgens het driepuntensysteem krijgt een land drie punten voor een zege, een voor een gelijkspel en nul voor een nederlaag. De eerste twee uit elke groep gaan door naar de volgende ronde.

#### Beslissingscriteria
Wanneer teams na het beëindigen van de groepsfase met evenveel punten eindigen, wordt een aantal opeenvolgende criteria doorlopen tot een verschil wordt gevonden en men de twee ploegen kan ordenen:
1. Het doelpuntensaldo over alle groepswedstrijden.
2. Meeste doelpunten gescoord in alle groepswedstrijden.
3. Meeste punten in de groepswedstrijden tegen andere ploegen met gelijk aantal punten.
4. Doelpuntensaldo als resultaat van de groepswedstrijden tegen andere ploegen met gelijk aantal punten.
5. Meeste doelpunten gescoord in de groepswedstrijden tegen andere ploegen met gelijk aantal punten.
6. Lottrekking door het organiserend comité van de FIFA World Cup.

### Groep A
Frankrijk had zich geplaatst voor het WK, maar kon er niet echt trots op zijn. Het versloeg Ierland door een overduidelijke handsbal van Thierry Henry en er was veel kritiek op coach Raymond Domenech. Zo noemde oud-international Éric Cantona  hem "de domste trainer in het Franse voetbal sinds Lodewijk XIV". Met zijn selectie-beleid baarde Domenech weer opzien, werd voor het laatste EK  David Trezeguet niet geselecteerd, doordat zijn sterrenbeeld niet in orde was, voor het WK werd de grote Franse belofte Karim Benzema van Real Madrid niet geselecteerd, al werd ontkend dat dit besluit met een vermeend seksschandaal te maken had.
De opening van de Fransen tegen Uruguay was al weinig verheffend, in een wedstrijd zonder veel hoogtepunten werd doelpuntloos gelijkgespeeld. In de tweede wedstrijd tegen Mexico werd Nicolas Anelka door Domenech aangesproken, omdat hij te veel uit zijn positie liep, Anelka antwoordde met: "va t'enculer, fils de pute" (Nederlands: "val toch dood, hoerenzoon"). Hij werd gewisseld en naar huis gestuurd. Zonder Anelka ging het niet beter, Javier Hernández omzeilde de buitenspelval te simpel, waarna hij de score opende en oud-gediende Blanco benutte een zelf geforceerde strafschop. Na twee wedstrijden hadden Uruguay en Mexico vier punten (die nog tegen elkaar moesten spelen en bij een gelijkspel zouden beide ploegen zich kwalificeren), Frankrijk en Zuid-Afrika één punt.
Na de uitsluiting van Anelka was de chaos compleet, de Fransen weigerden te trainen uit solidariteit met Anelka en er ontstond een ordinaire ruzie tussen aanvoerder Patrice Evra en de fitnesscoach. Alleen een grote overwinning op Zuid-Afrika kon de ploeg nog redden, maar in de eerste helft stond de ploeg al met 2-0 achter en verloor de ploeg spelmaker Yoann Gourcuff door een geplaatste kopstoot. De Zuid-Afrikanen hadden nog twee doelpunten nodig om zich te plaatsen, kregen in de tegenstoot genoeg kansen, naar hun coach Pereira durfde ook niet alle risico's te nemen en na de tegentreffer van Frankrijk waren de kansen verkeken. De ellende rond het Franse team ging vrolijk verder,  Domenec weigerde de hand van de Zuid-Afrikaanse bondscoach te schudden, Domenech werd ondanks dat hij al opgestapt was  officieel ontslagen wegens zwaar wangedrag, alle spelers werden voor de eerste nieuwe wedstrijd niet opgeroepen door de Franse voetbalbond, Henry moest zich verantwoorden bij de president en met name Anelka en Evra kregen een stevige schorsing.
De landen die zich plaatsten voor de volgende ronde waren Uruguay en Mexico, een salonremise werd het niet, maar de 1-0 zege van Uruguay op Mexico was ruim genoeg voor beide teams om zich te plaatsen. Ajacied Luis Suárez scoorde de winnende treffer en vormde met de tegen Zuid-Afrika twee scorende Diego Forlan een gevreesd aanvalsduo. Zuid-Afrika was het eerste gastland dat zich niet wist te plaatsen voor de Play-Offs.
| Land        | Win | Gel | Ver | DV | DT | +/- | Pnt |
| ----------- | --- | --- | --- | -- | -- | --- | --- |
| Uruguay     | 2   | 1   | 0   | 4  | 0  | 4   | 7   |
| Mexico      | 1   | 1   | 1   | 3  | 2  | 1   | 4   |
| Zuid-Afrika | 1   | 1   | 1   | 3  | 5  | -2  | 4   |
| Frankrijk   | 0   | 1   | 2   | 1  | 4  | -3  | 1   |

|                                       |                |                  |             |                                                                                               |
| 11 juni 2010 «onderlinge duels» 16:00 | Zuid-Afrika    | 1 – 1            | Mexico      | Soccer City, Johannesburg Toeschouwers: 84.490 Scheidsrechter: Ravshan Irmatov ( Oezbekistan) |
| 11 juni 2010 «onderlinge duels» 16:00 | Tshabalala 55' | Wedstrijdverslag | 79' Márquez | Soccer City, Johannesburg Toeschouwers: 84.490 Scheidsrechter: Ravshan Irmatov ( Oezbekistan) |

|                                       |                  |                  |           |                                                                                           |
| 11 juni 2010 «onderlinge duels» 20:30 | Uruguay          | 0 – 0            | Frankrijk | Groenpuntstadion, Kaapstad Toeschouwers: 64.100 Scheidsrechter: Yuichi Nishimura ( Japan) |
| 11 juni 2010 «onderlinge duels» 20:30 | Lodeiro 65', 81' | Wedstrijdverslag |           | Groenpuntstadion, Kaapstad Toeschouwers: 64.100 Scheidsrechter: Yuichi Nishimura ( Japan) |

|                                       |             |                  |                                         | |
| 16 juni 2010 «onderlinge duels» 20:30 | Zuid-Afrika | 0 – 3            | Uruguay                                 | Loftus Versfeld Stadion, Pretoria Toeschouwers: 42.658 Scheidsrechter: Massimo Busacca ( Zwitserland) |
| 16 juni 2010 «onderlinge duels» 20:30 | Khune 76'   | Wedstrijdverslag | 23', 80' (pen.) Forlán 90+5' Á. Pereira | Loftus Versfeld Stadion, Pretoria Toeschouwers: 42.658 Scheidsrechter: Massimo Busacca ( Zwitserland) |

|                                       |           |                  |                                 | |
| 17 juni 2010 «onderlinge duels» 20:30 | Frankrijk | 0 – 2            | Mexico                          | Peter Mokaba Stadion, Pietersburg Toeschouwers: 35.370 Scheidsrechter: Khalil Al Ghamdi ( Saoedi-Arabië) |
| 17 juni 2010 «onderlinge duels» 20:30 |           | Wedstrijdverslag | 64' Hérnandez 79' (pen.) Blanco | Peter Mokaba Stadion, Pietersburg Toeschouwers: 35.370 Scheidsrechter: Khalil Al Ghamdi ( Saoedi-Arabië) |

|                                       |        |                  |            | |
| 22 juni 2010 «onderlinge duels» 16:00 | Mexico | 0 – 1            | Uruguay    | Royal Bafokeng Stadion, Rustenburg Toeschouwers: 33.425 Scheidsrechter: Viktor Kassai ( Hongarije) |
| 22 juni 2010 «onderlinge duels» 16:00 |        | Wedstrijdverslag | 43' Suárez | Royal Bafokeng Stadion, Rustenburg Toeschouwers: 33.425 Scheidsrechter: Viktor Kassai ( Hongarije) |

|                                       |                          |                  |                        |                                                                                           |
| 22 juni 2010 «onderlinge duels» 16:00 | Frankrijk                | 1 – 2            | Zuid-Afrika            | Vrystaatstadion, Bloemfontein Toeschouwers: 39.415 Scheidsrechter: Óscar Ruiz ( Colombia) |
| 22 juni 2010 «onderlinge duels» 16:00 | Gourcuff 25' Malouda 70' | Wedstrijdverslag | 20' Khumalo 37' Mphela | Vrystaatstadion, Bloemfontein Toeschouwers: 39.415 Scheidsrechter: Óscar Ruiz ( Colombia) |

### Groep B
Ook Argentinië had een coach die ter discussie stond, levende legende en beste Argentijnse voetballer aller tijden Diego Maradona kwam als coach net zo wispelturig over als in zijn voetbaljaren. Zijn slechte relatie met een van zijn vermeende opvolgers als spelmaker Juan Roman Riquelme had tot gevolg dat hij nooit meer onder Maradona in het Argentijnse team zou spelen. Esteban Cambiasso en Javier Zanetti, die een belangrijke rol speelden bij het winnen van de Champions League van Inter Milan werden niet geselecteerd, de al een tijd niet in de Europese top spelende Juan Sebastián Verón zou de beoogde spelmaker worden. Belangrijkste troefkaart was FC Barcelona-aanvaller Lionel Messi, die uitgroeide tot een wereldster en het jaar daarvoor de Champions League won. Maradona, die vlak na de (moeizame) kwalificatie twee maanden was geschorst na beledigingen aan de Argentijnse pers zat op het WK tot ieders verrassing met een (te wijd) pak op het WK, bleef tijdens de training sigaren roken en zijn trainingsmethoden motiveerden vaak de lachspieren. In de eerste ronde werd Argentinië nog nauwelijks getest en bereikte probleemloos de achtste finales, Messi's maatje in de aanval Gonzalo Higuain scoorde drie maal tegen Zuid-Korea.
De overige drie landen streden om de tweede plaats in de groep, Otto Rehhagel de man die Griekenland Europees kampioen maakte met een defensieve speelstijl bleef met deze tactiek doorgaan, maar de eerste wedstrijd tegen Zuid-Korea werd geen succes, 2-0 nederlaag. Tegen Nigeria leek het dezelfde kant op te gaan, maar na een rode kaart bij de Afrikanen en een foute inschatting van de doelman draaide Griekenland de wedstrijd om. In de laatste wedstrijd moest het al geplaatste Argentinië verslagen worden, Rehhagel durfde geen extra risico's te nemen en door goals in de slotfase werd Griekenland roemloos verslagen. Na het WK kwam een einde aan negen jaar bondscoachschap.
Nigeria en Zuid-Korea moesten beslissen welk land zich naast Argentinië zou plaatsen, Nigeria zou na een zege ondanks twee eerdere nederlagen doorgaan bij een overwinning. Het werd een wedstrijd met wisselende kansen, na een 2-2 gelijkspel plaatste Zuid-Korea zich voor de tweede keer in zijn historie en voor de eerste keer sinds het gedenkwaardige WK in eigen land acht jaar eerder. De Nigerianen misten veel kansen, dieptepunt was een misser van Yakubu vrij voor het Koreaanse doel.
| Land        | Win | Gel | Ver | DV | DT | +/- | Pnt |
| ----------- | --- | --- | --- | -- | -- | --- | --- |
| Argentinië  | 3   | 0   | 0   | 7  | 1  | 6   | 9   |
| Zuid-Korea  | 1   | 1   | 1   | 5  | 6  | -1  | 4   |
| Griekenland | 1   | 0   | 2   | 2  | 5  | -3  | 3   |
| Nigeria     | 0   | 1   | 2   | 3  | 5  | -2  | 1   |

|                                       |                                  |       |             | |
| 12 juni 2010 «onderlinge duels» 13:30 | Zuid-Korea                       | 2 – 0 | Griekenland | Nelson Mandelabaai Stadion, Port Elizabeth Toeschouwers: 31.513 Scheidsrechter: Michael Hester ( Nieuw-Zeeland) |
| 12 juni 2010 «onderlinge duels» 13:30 | Lee Jung-soo 7' Park Ji-sung 52' |       |             | Nelson Mandelabaai Stadion, Port Elizabeth Toeschouwers: 31.513 Scheidsrechter: Michael Hester ( Nieuw-Zeeland) |

|                                       |            |       |         |                                                                                          |
| 12 juni 2010 «onderlinge duels» 16:00 | Argentinië | 1 – 0 | Nigeria | Ellispark, Johannesburg Toeschouwers: 55.686 Scheidsrechter: Wolfgang Stark ( Duitsland) |
| 12 juni 2010 «onderlinge duels» 16:00 | Heinze 6'  |       |         | Ellispark, Johannesburg Toeschouwers: 55.686 Scheidsrechter: Wolfgang Stark ( Duitsland) |

|                                       |                                                 |       |                      |                                                                                             |
| 17 juni 2010 «onderlinge duels» 13:30 | Argentinië                                      | 4 – 1 | Zuid-Korea           | Soccer City, Johannesburg Toeschouwers: 82.174 Scheidsrechter: Frank De Bleeckere ( België) |
| 17 juni 2010 «onderlinge duels» 13:30 | Park Chu-young 16' (e.d.) Higuaín 33', 76', 80' |       | 45+1' Lee Chung-yong | Soccer City, Johannesburg Toeschouwers: 82.174 Scheidsrechter: Frank De Bleeckere ( België) |

|                                       |                              |       |                    |                                                                                           |
| 17 juni 2010 «onderlinge duels» 16:00 | Griekenland                  | 2 – 1 | Nigeria            | Vrystaatstadion, Bloemfontein Toeschouwers: 31.593 Scheidsrechter: Óscar Ruiz ( Colombia) |
| 17 juni 2010 «onderlinge duels» 16:00 | Salpigidis 44' Torosidis 71' |       | 16' Uche 33' Kaita | Vrystaatstadion, Bloemfontein Toeschouwers: 31.593 Scheidsrechter: Óscar Ruiz ( Colombia) |

|                                       |             |                            |            | |
| 22 juni 2010 «onderlinge duels» 20:30 | Griekenland | 0 – 2                      | Argentinië | Peter Mokaba Stadion, Pietersburg Toeschouwers: 38.891 Scheidsrechter: Ravshan Irmatov ( Oezbekistan) |
| 22 juni 2010 «onderlinge duels» 20:30 |             | 77' Demichelis 89' Palermo |            | Peter Mokaba Stadion, Pietersburg Toeschouwers: 38.891 Scheidsrechter: Ravshan Irmatov ( Oezbekistan) |

|                                       |                            |       |                                     | |
| 22 juni 2010 «onderlinge duels» 20:30 | Nigeria                    | 2 – 2 | Zuid-Korea                          | Moses Mabhida Stadium, Durban Toeschouwers: 61.874 Scheidsrechter: Olegário Benquerença ( Portugal) |
| 22 juni 2010 «onderlinge duels» 20:30 | Uche 12' Yakubu 69' (pen.) |       | 38' Lee Jung-soo 49' Park Chu-young | Moses Mabhida Stadium, Durban Toeschouwers: 61.874 Scheidsrechter: Olegário Benquerença ( Portugal) |

### Groep C
Engeland had een sterke kwalificatie achter de rug onder de Italiaanse coach Fabio Capello en werd door velen gezien als een outsider voor de titel. De loting werd door de Engelse tabloid The Sun gezien als EASY. Echter, eenmaal aangekomen in Zuid-Afrika liep in de ploeg in de eerste wedstrijd al averij op: 1-1 tegen de Verenigde Staten, de gelijkmaker van de Amerikanen kwam door een inschattingsfout van Robert Green, die een schot van Clint Dempsey uit zijn hand liet glippen. Met een nieuwe doelman (David James) ging het nauwelijks beter tegen Algerije, 0-0 en met name Wayne Rooney moest het ontgelden voor de aanwezige Britse fans, waarna hij cynisch reageerde dat het leuk is boegeroep te horen, de volgende dag bood hij zijn excuses aan.
Slovenië was al bijna zeker van de tweede ronde, na een 1-0 zege op Algerije stond het in de rust met 2-0 voor tegen de Verenigde Staten. De Yankees vochten zich terug in de wedstrijd, kwamen terug tot 2-2 en een derde doelpunt werd om onduidelijke redenen afgekeurd. De Engelsen moesten winnen van Slovenië, maakten weer een energieker indruk dan in de eerste twee wedstrijden en won met 1-0 door een doelpunt van Defoe na 23 minuten. Opmerkelijkste moment was een ingreep van John Terry die zich bij een  aanval van Slovenië op een onnatuurlijke manier voor de bal gooide. Slovenië was afhankelijk van het resultaat Verenigde Staten - Algerije, dat bij het laatste fluitsignaal van de Sloveense wedstrijd nog doelpuntloos gelijkstond. Dat was een wonder, want Amerika miste veel kansen, schoot op paal en lat en opnieuw werd een doelpunt om onduidelijke redenen afgekeurd. De Amerikanen gaven niet op en in de laatste minuut maakte Landon Donovan de winnende treffer.
| Land             | Win | Gel | Ver | DV | DT | +/- | Pnt |
| ---------------- | --- | --- | --- | -- | -- | --- | --- |
| Verenigde Staten | 1   | 2   | 0   | 4  | 3  | 1   | 5   |
| Engeland         | 1   | 2   | 0   | 2  | 1  | 1   | 5   |
| Slovenië         | 1   | 1   | 1   | 3  | 3  | 0   | 4   |
| Algerije         | 0   | 1   | 2   | 0  | 2  | -2  | 1   |

|                                       |            |                  |                  |                                                                                                  |
| 12 juni 2010 «onderlinge duels» 20:30 | Engeland   | 1 – 1            | Verenigde Staten | Royal Bafokeng Stadion, Rustenburg Toeschouwers: 38.646 Scheidsrechter: Carlos Simon ( Brazilië) |
| 12 juni 2010 «onderlinge duels» 20:30 | Gerrard 4' | Wedstrijdverslag | 40' Dempsey      | Royal Bafokeng Stadion, Rustenburg Toeschouwers: 38.646 Scheidsrechter: Carlos Simon ( Brazilië) |

|                                       |                  |                  |           |                                                                                                   |
| 13 juni 2010 «onderlinge duels» 13:30 | Algerije         | 0 – 1            | Slovenië  | Peter Mokaba Stadion, Pietersburg Toeschouwers: 30.325 Scheidsrechter: Carlos Batres ( Guatemala) |
| 13 juni 2010 «onderlinge duels» 13:30 | Ghezzal 59', 73' | Wedstrijdverslag | 79' Koren | Peter Mokaba Stadion, Pietersburg Toeschouwers: 30.325 Scheidsrechter: Carlos Batres ( Guatemala) |

|                                       |                           |                  |                         |                                                                                      |
| 18 juni 2010 «onderlinge duels» 16:00 | Slovenië                  | 2 – 2            | Verenigde Staten        | Ellispark, Johannesburg Toeschouwers: 45.573 Scheidsrechter: Koman Coulibaly ( Mali) |
| 18 juni 2010 «onderlinge duels» 16:00 | Birsa 13' Ljubijankič 42' | Wedstrijdverslag | 48' Donovan 82' Bradley | Ellispark, Johannesburg Toeschouwers: 45.573 Scheidsrechter: Koman Coulibaly ( Mali) |

|                                       |                  |       |          |                                                                                                |
| 18 juni 2010 «onderlinge duels» 20:30 | Engeland         | 0 – 0 | Algerije | Groenpuntstadion, Kaapstad Toeschouwers: 64.100 Scheidsrechter: Ravshan Irmatov ( Oezbekistan) |
| 18 juni 2010 «onderlinge duels» 20:30 | Wedstrijdverslag |       |          | Groenpuntstadion, Kaapstad Toeschouwers: 64.100 Scheidsrechter: Ravshan Irmatov ( Oezbekistan) |

|                                       |          |                  |           | |
| 23 juni 2010 «onderlinge duels» 16:00 | Slovenië | 0 – 1            | Engeland  | Nelson Mandelabaai Stadion, Port Elizabeth Toeschouwers: 36.893 Scheidsrechter: Wolfgang Stark ( Duitsland) |
| 23 juni 2010 «onderlinge duels» 16:00 |          | Wedstrijdverslag | 23' Defoe | Nelson Mandelabaai Stadion, Port Elizabeth Toeschouwers: 36.893 Scheidsrechter: Wolfgang Stark ( Duitsland) |

|                                       |                  |                  |                  | |
| 23 juni 2010 «onderlinge duels» 16:00 | Verenigde Staten | 1 – 0            | Algerije         | Loftus Versfeld Stadion, Pretoria Toeschouwers: 35.827 Scheidsrechter: Frank De Bleeckere ( België) |
| 23 juni 2010 «onderlinge duels» 16:00 | Donovan 90+1'    | Wedstrijdverslag | 76', 90+3' Yahia | Loftus Versfeld Stadion, Pretoria Toeschouwers: 35.827 Scheidsrechter: Frank De Bleeckere ( België) |

### Groep D
De kansen op succes voor Duitsland op het wereldkampioenschap leken te reduceren, toen hun aanvoerder Michael Ballack aan zijn enkel geblesseerd raakte, waardoor hij niet kon spelen. De blessure ontstond na een charge van Kevin-Prince Boateng, die zowel voor Duitsland als WK-tegenstander Ghana kon spelen, hij koos voor Ghana, zijn halfbroer Jerome zat in de Duitse selectie. Coach Joachim Löw selecteerde een vrij onervaren, maar talentrijke selectie, waarbij spelers als doelman Manuel Neuer en de middenvelders Thomas Müller en Mesut Özil nauwelijks nog interlandervaring hadden.
Dat Duitsland talentrijk was, bleek in hun eerste wedstrijd tegen Australië, Australië, gecoacht door Pim Verbeek werd volledig weggeblazen en Duitsland won met 4-0 met onder andere een doelpunt van Müller en sterk spel van Özil. In de tweede wedstrijd tegen Servië zat het met name in de eerste helft niet mee, topscorer Miroslav Klose werd al na 37 minuten uit het veld gestuurd na een tweede gele kaart en een minuut later kreeg men een doelpunt tegen dankzij een doelpunt van Milan Jovanović . In de tweede helft domineerde het Duitse team het spel net als tegen Australië, maar mede door een gemiste strafschap van Lukas Podolski veranderde niets aan het score-verloop. Voor de laatste speelronde stond de volgende tegenstander Ghana bovenaan met vier punten, Duitsland en Servië hadden drie punten en Australië één punt.
De beslissende wedstrijden kwamen in de tweede helft op stoom, Duitsland kwam op voorsprong door een doelpunt van Özil buiten het strafschopgebied. Ghana kreeg wat kansjes, maar de zege van de Duitsers kwam niet in gevaar. Vervolgens was het wachten voor Ghana op de uitslag van Servië-Australië. Servië moest winnen en Australië moest zelfs met vier goals verschil winnen. Servië kon geen doelpunt forceren en Australië nam tussen de 69e en de 73e minuut een 2-0 voorsprong. Een van de doelpuntenmakers was AZ-speler Brett Holman, die twee keer scoorde op het WK. Australië had nog twee doelpunten nodig, maar een goal van de Servische invaller en voor Ajax spelende Marko Pantelić verbleekte alle hoop voor the Aussies. Ghana was het enige Afrikaanse dat zich plaatste voor de achtste finales, het scoorde slechts twee keer, twee keer uit een strafschop van Asamoah Gyan.
| Land      | Win | Gel | Ver | DV | DT | +/- | Pnt |
| --------- | --- | --- | --- | -- | -- | --- | --- |
| Duitsland | 2   | 0   | 1   | 5  | 1  | 4   | 6   |
| Ghana     | 1   | 1   | 1   | 2  | 2  | 0   | 4   |
| Australië | 1   | 1   | 1   | 3  | 6  | -3  | 4   |
| Servië    | 1   | 0   | 2   | 2  | 3  | -1  | 3   |

|                                       |                  |                  |                 | |
| 13 juni 2010 «onderlinge duels» 16:00 | Servië           | 0 – 1            | Ghana           | Loftus Versfeld Stadion, Pretoria Toeschouwers: 38.833 Scheidsrechter: Héctor Baldassi ( Argentinië) |
| 13 juni 2010 «onderlinge duels» 16:00 | Luković 54', 74' | wedstrijdverslag | 84' (pen.) Gyan | Loftus Versfeld Stadion, Pretoria Toeschouwers: 38.833 Scheidsrechter: Héctor Baldassi ( Argentinië) |

|                                       |                                            |                  |            |                                                                                              |
| 13 juni 2010 «onderlinge duels» 20:30 | Duitsland                                  | 4 – 0            | Australië  | Moses Mabhida Stadium, Durban Toeschouwers: 62.660 Scheidsrechter: Marco Rodríguez ( Mexico) |
| 13 juni 2010 «onderlinge duels» 20:30 | Podolski 8' Klose 27' Müller 68' Cacau 70' | wedstrijdverslag | 56' Cahill | Moses Mabhida Stadium, Durban Toeschouwers: 62.660 Scheidsrechter: Marco Rodríguez ( Mexico) |

|                                       |                |       |               | |
| 18 juni 2010 «onderlinge duels» 13:30 | Duitsland      | 0 – 1 | Servië        | Nelson Mandelabaai Stadion, Port Elizabeth Toeschouwers: 38.294 Scheidsrechter: Alberto Undiano Mallenco ( Spanje) |
| 18 juni 2010 «onderlinge duels» 13:30 | Klose 12', 37' |       | 38' Jovanović | Nelson Mandelabaai Stadion, Port Elizabeth Toeschouwers: 38.294 Scheidsrechter: Alberto Undiano Mallenco ( Spanje) |

|                                       |                 |       |                       |                                                                                                   |
| 19 juni 2010 «onderlinge duels» 16:00 | Ghana           | 1 – 1 | Australië             | Royal Bafokeng Stadion, Rustenburg Toeschouwers: 34.812 Scheidsrechter: Roberto Rosetti ( Italië) |
| 19 juni 2010 «onderlinge duels» 16:00 | Gyan 25' (pen.) |       | 11' Holman 24' Kewell | Royal Bafokeng Stadion, Rustenburg Toeschouwers: 34.812 Scheidsrechter: Roberto Rosetti ( Italië) |

|                                       |                       |       |              |                                                                                             |
| 23 juni 2010 «onderlinge duels» 20:30 | Australië             | 2 – 1 | Servië       | Mbombela Stadion, Nelspruit Toeschouwers: 37.836 Scheidsrechter: Jorge Larrionda ( Uruguay) |
| 23 juni 2010 «onderlinge duels» 20:30 | Cahill 69' Holman 73' |       | 84' Pantelić | Mbombela Stadion, Nelspruit Toeschouwers: 37.836 Scheidsrechter: Jorge Larrionda ( Uruguay) |

|                                       |       |          |           |                                                                                         |
| 23 juni 2010 «onderlinge duels» 20:30 | Ghana | 0 – 1    | Duitsland | Soccer City, Johannesburg Toeschouwers: 83.391 Scheidsrechter: Carlos Simon ( Brazilië) |
| 23 juni 2010 «onderlinge duels» 20:30 |       | 60' Özil |           | Soccer City, Johannesburg Toeschouwers: 83.391 Scheidsrechter: Carlos Simon ( Brazilië) |

### Groep E
Veel Nederlandse spelers hadden een sterk seizoen achter de rug, Wesley Sneijder won de Champions League met Inter Milan door in de finale van Bayern München te winnen, waar Mark van Bommel en Arjen Robben speelden. Robin van Persie kwam terug van een zware blessure en was net op tijd fit om mee te doen aan het WK. Nederland speelde sterk in de oefencampagne, in de laatste wedstrijd werd Hongarije met 6-1 verslagen. Niemand had het echter nog over deze wedstrijd, want Arjen Robben viel ernstig geblesseerd uit. Robben zou normaal nooit het WK halen, maar de KNVB stuurde hem naar dokter Dick van Toorn, die hem binnen een week moest klaarstomen voor het WK. Robben haalde het WK en kon in de derde wedstrijd al meedoen, maar zou na dat WK een half jaar niet meer spelen.
In de eerste wedstrijd had Nederland het vooral in de eerste helft moeilijk met Denemarken en dwong nauwelijks kansen af. De tweede helft begon goed voor Nederland, toen na een misverstand Liverpool-speler Daniel Agger een eigen doelpunt maakte. Nederland kwam pas echt op stoom, toen Eljero Elia inviel, na een van zijn sterke acties, waarbij hij op de paal schoot, profiteerde Dirk Kuijt met het beslissende doelpunt. Tussen het publiek zaten meisjes met opzichtige kleding van bierproducent Bavaria, reclame maken was verboden in een toernooi dat mede werd gesponsord door Budweiser en de "Bavaria-babes" werden gearresteerd, na een schikking tussen de FIFA en Bavaria werden de dames vrijgelaten. De tweede wedstrijd tegen Japan won Oranje door een doelpunt van Wesley Sneijder na mistasten van de Japanse doelman en Nederland was al zeker van de tweede ronde. De laatste wedstrijd tegen Kameroen stond vooral in het teken van de rentree van Arjen Robben, hij verzorgde zelfs de assist van het winnende doelpunt van Klaas Jan Huntelaar.
De andere drie ploegen streden om de tweede plaats, Japan won met 1-0 van Kameroen door een doelpunt van Keisuke Honda, die aan een opmerkelijk seizoen bezig was. Hij begon het seizoen bij de Nederlandse club FC VVV, waar hij de bescheiden Nederlandse club uitgroeide tot een van de beste spelers van Nederland. Hij werd getransfereerd naar CSKA Moskou, waar hij zich nog verder in de kijker speelde door te schitteren in de Champions League. Kameroen tegen Denemarken was een beslissende wedstrijd, aangezien beide landen de eerste wedstrijd hadden verloren. Het werd een levendige wedstrijd volop kansen, waarbij Denemarken net iets gelukkiger was door een beslissend doelpunt van Ajacied Dennis Rommedahl. Vanwege een slechter doelsaldo moest Denemarken ook van Japan winnen, maar het technisch superieure Japan gaf de Denen geen schijn van kans, 3-1. Honda kreeg weer alle aandacht met een vrije trap  en een assist bij het derde doelpunt.. Jon Dahl Tomasson scoorde de tegentreffer van de Denen, de Deense topscorer nam afscheid na de uitschakeling.
| Land       | Win | Gel | Ver | DV | DT | +/- | Pnt |
| ---------- | --- | --- | --- | -- | -- | --- | --- |
| Nederland  | 3   | 0   | 0   | 5  | 1  | 4   | 9   |
| Japan      | 2   | 0   | 1   | 4  | 2  | 2   | 6   |
| Denemarken | 1   | 0   | 2   | 3  | 6  | -3  | 3   |
| Kameroen   | 0   | 0   | 3   | 2  | 5  | -3  | 0   |

|                                       |                            |                  |            |                                                                                             |
| 14 juni 2010 «onderlinge duels» 13:30 | Nederland                  | 2 – 0            | Denemarken | Soccer City, Johannesburg Toeschouwers: 83.465 Scheidsrechter: Stéphane Lannoy ( Frankrijk) |
| 14 juni 2010 «onderlinge duels» 13:30 | Agger 47' (e.d.) Kuijt 85' | wedstrijdverslag |            | Soccer City, Johannesburg Toeschouwers: 83.465 Scheidsrechter: Stéphane Lannoy ( Frankrijk) |

|                                       |           |                  |          | |
| 14 juni 2010 «onderlinge duels» 16:00 | Japan     | 1 – 0            | Kameroen | Vrystaatstadion, Bloemfontein Toeschouwers: 30.620 Scheidsrechter: Olegário Benquerença ( Portugal) |
| 14 juni 2010 «onderlinge duels» 16:00 | Honda 38' | wedstrijdverslag |          | Vrystaatstadion, Bloemfontein Toeschouwers: 30.620 Scheidsrechter: Olegário Benquerença ( Portugal) |

|                                       |              |       |       |                                                                                                  |
| 19 juni 2010 «onderlinge duels» 13:30 | Nederland    | 1 – 0 | Japan | Moses Mabhida Stadium, Durban Toeschouwers: 62.010 Scheidsrechter: Héctor Baldassi ( Argentinië) |
| 19 juni 2010 «onderlinge duels» 13:30 | Sneijder 53' |       |       | Moses Mabhida Stadium, Durban Toeschouwers: 62.010 Scheidsrechter: Héctor Baldassi ( Argentinië) |

|                                       |           |       |                            |                                                                                                   |
| 19 juni 2010 «onderlinge duels» 20:30 | Kameroen  | 1 – 2 | Denemarken                 | Loftus Versfeld Stadion, Pretoria Toeschouwers: 38.704 Scheidsrechter: Jorge Larrionda ( Uruguay) |
| 19 juni 2010 «onderlinge duels» 20:30 | Eto'o 10' |       | 33' Bendtner 61' Rommedahl | Loftus Versfeld Stadion, Pretoria Toeschouwers: 38.704 Scheidsrechter: Jorge Larrionda ( Uruguay) |

|                                       |              |       |                                | |
| 24 juni 2010 «onderlinge duels» 20:30 | Denemarken   | 1 – 3 | Japan                          | Royal Bafokeng Stadion, Rustenburg Toeschouwers: 27.967 Scheidsrechter: Jerome Damon ( Zuid-Afrika) |
| 24 juni 2010 «onderlinge duels» 20:30 | Tomasson 81' |       | 17' Honda 30' Endo 87' Okazaki | Royal Bafokeng Stadion, Rustenburg Toeschouwers: 27.967 Scheidsrechter: Jerome Damon ( Zuid-Afrika) |

|                                       |                  |       |                              |                                                                                     |
| 24 juni 2010 «onderlinge duels» 20:30 | Kameroen         | 1 – 2 | Nederland                    | Groenpuntstadion, Kaapstad Toeschouwers: 63.093 Scheidsrechter: Pablo Pozo ( Chili) |
| 24 juni 2010 «onderlinge duels» 20:30 | Eto'o 65' (pen.) |       | 36' Van Persie 83' Huntelaar | Groenpuntstadion, Kaapstad Toeschouwers: 63.093 Scheidsrechter: Pablo Pozo ( Chili) |

### Groep F
Italië verdedigde zijn titel met een sterk verouderde selectie, zo leidde record-international Fabio Cannavaro nog steeds de verdediging en waren vijf basisspelers meer dan dertig jaar oud, het geheel werd weer geleid door Marcello Lippi, die na het WK zou stoppen. Domper was een blessure van vormgever Andrea Pirlo,hij zou de eerste twee wedstrijden missen.  In de eerste wedstrijd liep Italië al averij op door met 1-1 gelijk te spelen tegen het stugge Paraguay, de 1-1 gelijkspel tegen Nieuw-Zeeland was ronduit een blamage.
Een gelijkspel tegen het ook matig gestarte Slowakije zou desondanks genoeg kunnen zijn voor plaatsing voor de achtste finales, maar Slowakije rook bloed en stond na 72 minuten met 2-0 voor door twee doelpunten van Róbert Vittek. Italië begon eindelijk te voetballen en kwam twee maal terug in de wedstrijd, het tweede doelpunt van Fabio Quagliarella was een subtiele lob. In de slotfase was er kans op een ulieme ontsnapping, maar Simone Pepe miste een laatste kans en wereldkampioen Italië was al in de eerste ronde uitgeschakeld. Door het falen van Italië nam Paraguay de regie over in deze groep en na een 2-0 zege op Slowakije volstond een doelpuntloos gelijkspel tegen Nieuw-Zeeland, Slowakije werd tweede. Tekenend was dat Nieuw Zeeland ook boven Italië eindigde, met drie gelijke spelen zou het land zelfs het enige land zijn dat geen wedstrijd verloor.
| Land          | Win | Gel | Ver | DV | DT | +/- | Pnt |
| ------------- | --- | --- | --- | -- | -- | --- | --- |
| Paraguay      | 1   | 2   | 0   | 3  | 1  | 2   | 5   |
| Slowakije     | 1   | 1   | 1   | 4  | 5  | -1  | 4   |
| Nieuw-Zeeland | 0   | 3   | 0   | 2  | 2  | 0   | 3   |
| Italië        | 0   | 2   | 1   | 4  | 5  | -1  | 2   |

|                                       |              |       |             |                                                                                            |
| 14 juni 2010 «onderlinge duels» 20:30 | Italië       | 1 – 1 | Paraguay    | Groenpuntstadion, Kaapstad Toeschouwers: 62.869 Scheidsrechter: Benito Archundia ( Mexico) |
| 14 juni 2010 «onderlinge duels» 20:30 | De Rossi 63' |       | 39' Alcaraz | Groenpuntstadion, Kaapstad Toeschouwers: 62.869 Scheidsrechter: Benito Archundia ( Mexico) |

|                                       |               |       |            | |
| 15 juni 2010 «onderlinge duels» 13:30 | Nieuw-Zeeland | 1 – 1 | Slowakije  | Royal Bafokeng Stadion, Rustenburg Toeschouwers: 23.871 Scheidsrechter: Jerome Damon ( Zuid-Afrika) |
| 15 juni 2010 «onderlinge duels» 13:30 | Reid 90+3'    |       | 50' Vittek | Royal Bafokeng Stadion, Rustenburg Toeschouwers: 23.871 Scheidsrechter: Jerome Damon ( Zuid-Afrika) |

|                                       |           |                      |          |                                                                                               |
| 20 juni 2010 «onderlinge duels» 13:30 | Slowakije | 0 – 2                | Paraguay | Vrystaatstadion, Bloemfontein Toeschouwers: 26.643 Scheidsrechter: Eddy Maillet ( Seychellen) |
| 20 juni 2010 «onderlinge duels» 13:30 |           | 27' Vera 86' Riveros |          | Vrystaatstadion, Bloemfontein Toeschouwers: 26.643 Scheidsrechter: Eddy Maillet ( Seychellen) |

|                                       |                     |       |               |                                                                                             |
| 20 juni 2010 «onderlinge duels» 16:00 | Italië              | 1 – 1 | Nieuw-Zeeland | Mbombela Stadion, Nelspruit Toeschouwers: 38.229 Scheidsrechter: Carlos Batres ( Guatemala) |
| 20 juni 2010 «onderlinge duels» 16:00 | Iaquinta 29' (pen.) |       | 7' Smeltz     | Mbombela Stadion, Nelspruit Toeschouwers: 38.229 Scheidsrechter: Carlos Batres ( Guatemala) |

|                                       |                             |       |                                  |                                                                                      |
| 24 juni 2010 «onderlinge duels» 16:00 | Slowakije                   | 3 – 2 | Italië                           | Ellispark, Johannesburg Toeschouwers: 53.412 Scheidsrechter: Howard Webb ( Engeland) |
| 24 juni 2010 «onderlinge duels» 16:00 | Vittek 25', 73' Kopúnek 89' |       | 81' Di Natale 90+2' Quagliarella | Ellispark, Johannesburg Toeschouwers: 53.412 Scheidsrechter: Howard Webb ( Engeland) |

|                                       |          |       |               |                                                                                                  |
| 24 juni 2010 «onderlinge duels» 16:00 | Paraguay | 0 – 0 | Nieuw-Zeeland | Peter Mokaba Stadion, Pietersburg Toeschouwers: 34.850 Scheidsrechter: Yuichi Nishimura ( Japan) |
| 24 juni 2010 «onderlinge duels» 16:00 |          |       |               | Peter Mokaba Stadion, Pietersburg Toeschouwers: 34.850 Scheidsrechter: Yuichi Nishimura ( Japan) |

### Groep G
Meest opmerkelijke deelnemer aan het WK was Noord-Korea, dat zich ten koste van de Arabische grootmachten Saoedi-Arabië en Iran plaatste voor het WK. Het was de tweede keer dat het Stalinistische land zich plaatste voor het WK sinds het legendarische WK van 1966, waar Noord-Korea van Italiě won en in de kwartfinale tegen Portugal een 3-0 voorsprong verspeelde. De spelers van Noord-Korea kwamen op drie na allemaal uit de Noord-Koreaanse competitie, Sports-Club April 25, de club van het leger was hofleverancier met zeven deelnemers. Aanvaller Jong Tae-se was opgegroeid in Japan en zijn ouders waren van Zuid-Koreaanse komaf, zijn moeder stuurde hem naar een Noord-Koreaanse school, omdat zijn moeder zich Noord-Koreaanse voelde. Tae-Se had als bijnaam de Noord-Koreaanse Wayne Rooney en zou na het WK spelen voor VfL Bochum, daarvoor speelde hij in de Japanse competitie. Spelen voor het Noord-Koreaanse team was een emotionele gebeurtenis voor hem, voor de eerste wedstrijd tegen Brazilië moest hij huilen.
De eerste wedstrijd tegen Brazilië werd door de Koreaanse staatstelevisie met vertraging uitgezonden. Noord-Korea verweerde zich goed en na een doelpuntloze stand bij rust verloor Noord-Korea slechts met 2-1, Jong Tae-se scoorde het tegendoelpunt. De Noord-Koreaanse staatstelevisie durfde het aan de wedstrijd tegen Portugal live uit te zenden, groot moest de schok geweest zijn om het land met 7-0 te zien verliezen. Na  het WK ondergingen de Noord-Koreaanse spelers een publieke tuchtiging, waar een menigte hun opwachtte en wees op hun fouten, geruchten gingen dat de Noord-Koreaanse coach naar een werkkamp werd gestuurd.
Brazilië werd zoals altijd gezien als een van de favorieten, coach en ex-international Dunga stond bekend om zijn zakelijke benadering en selecteerde Ronaldinho niet, die bij zijn club AC Milan weer een stijgende lijn vertoonde. Brazilië begon het toernooi met een moeizame overwinning op Noord-Korea, de wedstrijd werd open gebroken door een wervelende actie van back Maicon, die scoorde door met de buitenkant van zijn rechtervoet praktisch vanaf de achterlijn de Noord-Koreaanse doelman te passeren. In de tweede wedstrijd tegen Ivoorkust vertoonde een stijgende lijn door met 3-1 te winnen, De nieuwe aanvalsleider van Braziliĕ Luís Fabiano scoorde twee maal, al had hij geluk dat bij het tweede doelpunt twee handsgevallen over het hoofd werden gezien. Ivoorkust toonde zich een slecht verliezer, de tackles vlogen om de oren en de Braziliaanse middenvelder Kaká kreeg een tweede gele kaart na theaterspel. Brazilië - Portugal leek een mooie affiche om de groep af te sluiten, maar aangezien beiden een punt nodig hadden om hun doelstelling te bereiken (Brazilië groepswinnaar, Portugal kwalificatie) was het een wedstrijd zonder hoogtepunten.
| Land        | Win | Gel | Ver | DV | DT | +/- | Pnt |
| ----------- | --- | --- | --- | -- | -- | --- | --- |
| Brazilië    | 2   | 1   | 0   | 5  | 2  | 3   | 7   |
| Portugal    | 1   | 2   | 0   | 7  | 0  | 7   | 5   |
| Ivoorkust   | 1   | 1   | 1   | 4  | 3  | 1   | 4   |
| Noord-Korea | 0   | 0   | 3   | 1  | 12 | -11 | 0   |

|                                       |           |       |          | |
| 15 juni 2010 «onderlinge duels» 16:00 | Ivoorkust | 0 – 0 | Portugal | Nelson Mandelabaai Stadion, Port Elizabeth Toeschouwers: 37.034 Scheidsrechter: Jorge Larrionda ( Uruguay) |
| 15 juni 2010 «onderlinge duels» 16:00 |           |       |          | Nelson Mandelabaai Stadion, Port Elizabeth Toeschouwers: 37.034 Scheidsrechter: Jorge Larrionda ( Uruguay) |

|                                       |                      |       |                |                                                                                         |
| 15 juni 2010 «onderlinge duels» 20:30 | Brazilië             | 2 – 1 | Noord-Korea    | Ellispark, Johannesburg Toeschouwers: 54.331 Scheidsrechter: Viktor Kassai ( Hongarije) |
| 15 juni 2010 «onderlinge duels» 20:30 | Maicon 55' Elano 72' |       | 89' Ji Yun-nam | Ellispark, Johannesburg Toeschouwers: 54.331 Scheidsrechter: Viktor Kassai ( Hongarije) |

|                                       |                                          |       |            |                                                                                             |
| 20 juni 2010 «onderlinge duels» 20:30 | Brazilië                                 | 3 – 1 | Ivoorkust  | Soccer City, Johannesburg Toeschouwers: 84.455 Scheidsrechter: Stéphane Lannoy ( Frankrijk) |
| 20 juni 2010 «onderlinge duels» 20:30 | Fabiano 25', 50' Elano 61' Kaká 85', 88' |       | 73' Drogba | Soccer City, Johannesburg Toeschouwers: 84.455 Scheidsrechter: Stéphane Lannoy ( Frankrijk) |

|                                       |                                                                           |       |             |                                                                                     |
| 21 juni 2010 «onderlinge duels» 13:30 | Portugal                                                                  | 7 – 0 | Noord-Korea | Groenpuntstadion, Kaapstad Toeschouwers: 63.644 Scheidsrechter: Pablo Pozo ( Chili) |
| 21 juni 2010 «onderlinge duels» 13:30 | Meireles 28' Simão 53' Almeida 56' Tiago 60', 89' Liédson 81' Ronaldo 88' |       |             | Groenpuntstadion, Kaapstad Toeschouwers: 63.644 Scheidsrechter: Pablo Pozo ( Chili) |

|                                       |             |                                    |           | |
| 25 juni 2010 «onderlinge duels» 16:00 | Noord-Korea | 0 – 3                              | Ivoorkust | Mbombela Stadion, Nelspruit Toeschouwers: 34.763 Scheidsrechter: Alberto Undiano Mallenco ( Spanje) |
| 25 juni 2010 «onderlinge duels» 16:00 |             | 14' Y. Touré 20' Romaric 82' Kalou |           | Mbombela Stadion, Nelspruit Toeschouwers: 34.763 Scheidsrechter: Alberto Undiano Mallenco ( Spanje) |

|                                       |          |       |          |                                                                                               |
| 25 juni 2010 «onderlinge duels» 16:00 | Portugal | 0 – 0 | Brazilië | Moses Mabhida Stadium, Durban Toeschouwers: 62.712 Scheidsrechter: Benito Archundia ( Mexico) |
| 25 juni 2010 «onderlinge duels» 16:00 |          |       |          | Moses Mabhida Stadium, Durban Toeschouwers: 62.712 Scheidsrechter: Benito Archundia ( Mexico) |

### Groep H
Spanje won eindelijk een groot toernooi en was voorbestemd ook een favorietenrol te spelen op het WK. Het verslikte zich echter in zijn eerste wedstrijd in het defensieve voetbal van Zwitserland. Chili ontpopte zich tot de smaakmaker van het toernooi, al vielen de zeges op Honduras en Zwitserland wat mager uit, beiden werden met 1-0 verslagen. Tijdens de wedstrijd tegen Chili had Zwitserland toch nog een klein succesje, het verbrak het record aantal speelminuten zonder tegengoal.
Op de laatste speelronde konden drie landen (Chili, Spanje en Zwitserland) nog gelijk in punten eindigen en kon het doelsaldo beslissend zijn. Spanje kwam gelijk in punten van Chili door te winnen. Chili stond voor rust met 2-0 achter met een man minder, maar knokte zich terug in de wedstrijd: 2-1. Zwitserland moest nu met twee goals verschillen winnen van Honduras, maar in een matige wedstrijd bleef het steken op een doelpuntloos gelijkspel, waardoor ook Chili zich plaatste voor de achtste finales.
| Land        | Win | Gel | Ver | DV | DT | +/- | Pnt |
| ----------- | --- | --- | --- | -- | -- | --- | --- |
| Spanje      | 2   | 0   | 1   | 4  | 2  | 2   | 6   |
| Chili       | 2   | 0   | 1   | 3  | 2  | 1   | 6   |
| Zwitserland | 1   | 1   | 1   | 1  | 1  | 0   | 4   |
| Honduras    | 0   | 1   | 2   | 0  | 3  | -3  | 1   |

|                                       |          |                  |                |                                                                                             |
| 16 juni 2010 «onderlinge duels» 13:30 | Honduras | 0 – 1            | Chili          | Mbombela Stadion, Nelspruit Toeschouwers: 32.664 Scheidsrechter: Eddy Maillet ( Seychellen) |
| 16 juni 2010 «onderlinge duels» 13:30 |          | Wedstrijdverslag | 33' Beausejour | Mbombela Stadion, Nelspruit Toeschouwers: 32.664 Scheidsrechter: Eddy Maillet ( Seychellen) |

|                                       |        |                  |               |                                                                                            |
| 16 juni 2010 «onderlinge duels» 16:00 | Spanje | 0 – 1            | Zwitserland   | Moses Mabhida Stadium, Durban Toeschouwers: 62.453 Scheidsrechter: Howard Webb ( Engeland) |
| 16 juni 2010 «onderlinge duels» 16:00 |        | Wedstrijdverslag | 52' Fernandes | Moses Mabhida Stadium, Durban Toeschouwers: 62.453 Scheidsrechter: Howard Webb ( Engeland) |

|                                       |              |                  |             | |
| 21 juni 2010 «onderlinge duels» 16:00 | Chili        | 1 – 0            | Zwitserland | Nelson Mandelabaai Stadion, Port Elizabeth Toeschouwers: 34.872 Scheidsrechter: Khalil Al Ghamdi ( Saoedi-Arabië) |
| 21 juni 2010 «onderlinge duels» 16:00 | González 75' | Wedstrijdverslag | 31' Behrami | Nelson Mandelabaai Stadion, Port Elizabeth Toeschouwers: 34.872 Scheidsrechter: Khalil Al Ghamdi ( Saoedi-Arabië) |

|                                       |                |                  |          |                                                                                        |
| 21 juni 2010 «onderlinge duels» 20:30 | Spanje         | 2 – 0            | Honduras | Ellispark, Johannesburg Toeschouwers: 54.386 Scheidsrechter: Yuichi Nishimura ( Japan) |
| 21 juni 2010 «onderlinge duels» 20:30 | Villa 17', 51' | Wedstrijdverslag |          | Ellispark, Johannesburg Toeschouwers: 54.386 Scheidsrechter: Yuichi Nishimura ( Japan) |

|                                       |                  |       |          |                                                                                                  |
| 25 juni 2010 «onderlinge duels» 20:30 | Zwitserland      | 0 – 0 | Honduras | Vrystaatstadion, Bloemfontein Toeschouwers: 28.042 Scheidsrechter: Héctor Baldassi ( Argentinië) |
| 25 juni 2010 «onderlinge duels» 20:30 | Wedstrijdverslag |       |          | Vrystaatstadion, Bloemfontein Toeschouwers: 28.042 Scheidsrechter: Héctor Baldassi ( Argentinië) |

|                                       |                             |                  |                       |                                                                                                  |
| 25 juni 2010 «onderlinge duels» 20:30 | Chili                       | 1 – 2            | Spanje                | Loftus Versfeld Stadion, Pretoria Toeschouwers: 41.958 Scheidsrechter: Marco Rodríguez ( Mexico) |
| 25 juni 2010 «onderlinge duels» 20:30 | Estrada 21', 37' Millar 47' | Wedstrijdverslag | 24' Villa 37' Iniesta | Loftus Versfeld Stadion, Pretoria Toeschouwers: 41.958 Scheidsrechter: Marco Rodríguez ( Mexico) |

## Knock-outfase
|  | 1/8ste Finale            | 1/8ste Finale           |                        |       | Kwartfinale  | Kwartfinale  |                          |                          | Halve Finale | Halve Finale |  |  | Finale | Finale |
|  |                          |                         |                        |       |              |              |                          |                          |              |              |  |  |        |        |
|  | 26 juni – Port Elizabeth |                         |                        |       |              |              |                          |                          |              |              |  |  |        |        |
|  |                          |                         |                        |       |              |              |                          |                          |              |              |  |  |        |        |
|  | Uruguay                  | 2                       |                        |       |              |              |                          |                          |              |              |  |  |        |        |
|  | Uruguay                  | 2                       | 2 juli – Johannesburg  |       |              |              |                          |                          |              |              |  |  |        |        |
|  | Zuid-Korea               | 1                       |                        |       |              |              |                          |                          |              |              |  |  |        |        |
|  | Zuid-Korea               | 1                       | Uruguay                | 1 (4) |              |              |                          |                          |              |              |  |  |        |        |
|  | 26 juni – Rustenburg     |                         | Uruguay                | 1 (4) |              |              |                          |                          |              |              |  |  |        |        |
|  |                          | Ghana                   | 1 (2)                  |       |              |              |                          |                          |              |              |  |  |        |        |
|  | Verenigde Staten         | Ghana                   | 1 (2)                  | 1     |              |              |                          |                          |              |              |  |  |        |        |
|  | Verenigde Staten         |                         | 6 juli – Kaapstad      | 1     |              |              |                          |                          |              |              |  |  |        |        |
|  | Ghana                    | 2                       |                        |       |              |              |                          |                          |              |              |  |  |        |        |
|  | Ghana                    | 2                       | Uruguay                | 2     |              |              |                          |                          |              |              |  |  |        |        |
|  | 28 juni – Durban         |                         | Uruguay                | 2     |              |              |                          |                          |              |              |  |  |        |        |
|  |                          | Nederland               | 3                      |       |              |              |                          |                          |              |              |  |  |        |        |
|  | Nederland                | Nederland               | 3                      | 2     |              |              |                          |                          |              |              |  |  |        |        |
|  | Nederland                | 2 juli – Port Elizabeth |                        | 2     |              |              |                          |                          |              |              |  |  |        |        |
|  | Slowakije                | 1                       |                        |       |              |              |                          |                          |              |              |  |  |        |        |
|  | Slowakije                | 1                       | Nederland              | 2     |              |              |                          |                          |              |              |  |  |        |        |
|  | 28 juni – Johannesburg   |                         | Nederland              | 2     |              |              |                          |                          |              |              |  |  |        |        |
|  |                          | Brazilië                | 1                      |       |              |              |                          |                          |              |              |  |  |        |        |
|  | Brazilië                 | Brazilië                | 1                      | 3     |              |              |                          |                          |              |              |  |  |        |        |
|  | Brazilië                 |                         | 11 juli – Johannesburg | 3     |              |              |                          |                          |              |              |  |  |        |        |
|  | Chili                    | 0                       |                        |       |              |              |                          |                          |              |              |  |  |        |        |
|  | Chili                    | 0                       | Nederland              | 0     |              |              |                          |                          |              |              |  |  |        |        |
|  | 27 juni – Johannesburg   |                         | Nederland              | 0     |              |              |                          |                          |              |              |  |  |        |        |
|  |                          | Spanje                  | 1                      |       |              |              |                          |                          |              |              |  |  |        |        |
|  | Argentinië               | Spanje                  | 1                      | 3     |              |              |                          |                          |              |              |  |  |        |        |
|  | Argentinië               | 3 juli – Kaapstad       |                        | 3     |              |              |                          |                          |              |              |  |  |        |        |
|  | Mexico                   | 1                       |                        |       |              |              |                          |                          |              |              |  |  |        |        |
|  | Mexico                   | 1                       | Argentinië             | 0     |              |              |                          |                          |              |              |  |  |        |        |
|  | 27 juni – Bloemfontein   |                         | Argentinië             | 0     |              |              |                          |                          |              |              |  |  |        |        |
|  |                          | Duitsland               | 4                      |       |              |              |                          |                          |              |              |  |  |        |        |
|  | Duitsland                | Duitsland               | 4                      | 4     |              |              |                          |                          |              |              |  |  |        |        |
|  | Duitsland                |                         | 7 juli – Durban        | 4     |              |              |                          |                          |              |              |  |  |        |        |
|  | Engeland                 | 1                       |                        |       |              |              |                          |                          |              |              |  |  |        |        |
|  | Engeland                 | 1                       | Duitsland              | 0     |              |              |                          |                          |              |              |  |  |        |        |
|  | 29 juni – Pretoria       |                         | Duitsland              | 0     |              |              |                          |                          |              |              |  |  |        |        |
|  |                          | Spanje                  | 1                      |       | 3e/4e plaats | 3e/4e plaats |                          |                          |              |              |  |  |        |        |
|  | Paraguay                 | Spanje                  | 1                      | 0 (5) | 3e/4e plaats | 3e/4e plaats |                          |                          |              |              |  |  |        |        |
|  | Paraguay                 | 3 juli – Johannesburg   | 3 juli – Johannesburg  | 0 (5) |              |              | 10 juli – Port Elizabeth | 10 juli – Port Elizabeth |              |              |  |  |        |        |
|  | Japan                    | 3 juli – Johannesburg   | 3 juli – Johannesburg  | 0 (3) |              |              | 10 juli – Port Elizabeth | 10 juli – Port Elizabeth |              |              |  |  |        |        |
|  | Japan                    | Paraguay                | 0                      | 0 (3) | Uruguay      | 2            |                          |                          |              |              |  |  |        |        |
|  | 29 juni – Kaapstad       | Paraguay                | 0                      |       | Uruguay      | 2            |                          |                          |              |              |  |  |        |        |
|  |                          | Spanje                  | 1                      |       | Duitsland    | 3            |                          |                          |              |              |  |  |        |        |
|  | Spanje                   | Spanje                  | 1                      | 1     | Duitsland    | 3            |                          |                          |              |              |  |  |        |        |
|  | Spanje                   |                         |                        | 1     |              |              |                          |                          |              |              |  |  |        |        |
|  | Portugal                 | 0                       |                        |       |              |              |                          |                          |              |              |  |  |        |        |
|  | Portugal                 | 0                       |                        |       |              |              |                          |                          |              |              |  |  |        |        |

### Achtste finales
In vergelijking met het vorige WK plaatsten Duitsland, Portugal, Nederland, Spanje, Engeland, Brazilië, Argentinië, Mexico en Ghana zich voor de achtste finales. Frankrijk werd uitgeschakeld door Uruguay, Italië door zowel Paraguay als Slowakije, Chili schakelde Ecuador en Zwitserland uit.De plaatsen van Zweden, Oekraïne en Australië werden ingenomen door de Verenigde Staten, Zuid Korea en Japan.

#### Uruguay - Zuid-Korea
Nadat in de beginfase Park Chu-young een vrije trap van Zuid-Korea op de paal schoot opende Luis Suárez namens Uruguay de score na onoplettendheid van de Koreaanse verdediging. Uruguay ging in het verloop van de eerste helft achterover leunen en had weinig te duchten van de Koreaanse ploeg, die alleen via afstandsschoten enigszins gevaarlijk werd. In de tweede helft waren de Koreanen veel nadrukkelijker aanwezig en dat leverde een gelijkmaker op via Lee Chung-yong. Uruguay hervond zichzelf en nadat hij twee kansen miste scoorde Suárez in de stromende regen met een gekruld schot dat via de paal het doel invloog. Zuid-Korea gaf nog niet op, maar het bleef bij 2-1 en tweevoudig wereldkampioen Uruguay plaatste zich voor de eerste keer sinds 1970 voor de kwartfinales.
|                                       |                |       |                    | |
| 26 juni 2010 «onderlinge duels» 16:00 | Uruguay        | 2 – 1 | Zuid-Korea         | Nelson Mandelabaai Stadion, Port Elizabeth Toeschouwers: 30.597 Scheidsrechter: Wolfgang Stark ( Duitsland) |
| 26 juni 2010 «onderlinge duels» 16:00 | Suárez 8', 80' |       | 68' Lee Chung-Yong | Nelson Mandelabaai Stadion, Port Elizabeth Toeschouwers: 30.597 Scheidsrechter: Wolfgang Stark ( Duitsland) |

#### Ghana - Verenigde Staten
Onder toeziend oog van de vroegere Amerikaanse president Bill Clinton en rockster Mick Jagger hadden de Verenigde Staten het in de eerste helft lastig met Ghana en kwam snel op achterstand door een doelpunt van de Duitse Ghanees Kevin-Prince Boateng. Zoals vaker dit toernooi kwamen de Verenigde Staten op wilskracht terug in de wedstrijd en in de tweede helft kwam de ploeg op gelijke hoogte door een benutte strafschop van Landon Donovan  In de verlengingen kwam Ghana opnieuw op voorsprong door een treffer van Asamoah Gyan en hield de hoop van het hele Afrikaanse continent intact.
|                                       |                    |            |                     | |
| 26 juni 2010 «onderlinge duels» 20:30 | Verenigde Staten   | 1 – 2 (nv) | Ghana               | Royal Bafokeng Stadion, Rustenburg Toeschouwers: 34.976 Scheidsrechter: Viktor Kassai ( Hongarije) |
| 26 juni 2010 «onderlinge duels» 20:30 | Donovan 62' (pen.) |            | 5' Boateng 93' Gyan | Royal Bafokeng Stadion, Rustenburg Toeschouwers: 34.976 Scheidsrechter: Viktor Kassai ( Hongarije) |

#### Duitsland - Engeland
In de eerste ronde maakte het geroutineerde Engeland een uitgebluste indruk en het jonge Duitsland een gretige. Dat beeld werd bevestigd tijdens de eerste minuten van de wedstrijd, waarbij met name de verdediging van Engeland regelmatig voor schut stond. Na 20 minuten scoorde Miroslav Klose, waarbij een assist van nota bene doelman Manuel Neuer door de hele Engelse verdediging werd gemist en na opnieuw wijfelachtig optreden werd de Duitse voorsprong verdubbeld door Lukas Podolski. Nog voor rust kwam Engeland weer in de wedstrijd door een treffer van verdediger Matthew Upson en daarna schoot Frank Lampard via de lat in het doel. De bal stuiterde echter weer het veld in en de scheidsrechter had niet gezien, dat de bal (ruimschoots) over de lijn was. In de tweede helft schoot Lampard nog een vrije trap op de lat, maar voor de rest waren de Engelsen machteloos en Duitsland counterde via twee uitbraken van Thomas Müller naar een ruime 4-1 zege. De FIFA maakte zich weer eens belachelijk door in de samenvatting de afgekeurde goal van Lampard niet te vertonen. De verontwaardiging was echter groot en op het volgende WK zou doellijntechnologie plaats vinden. De Britse pers was weliswaar verontwaardigd over de beslissing van de scheidsrechter, maar legde toch de nadruk op het zwakke spel van de Engeland en Fabio Capello was al afgeschreven.
|                                       |                                        |       |           |                                                                                               |
| 27 juni 2010 «onderlinge duels» 16:00 | Duitsland                              | 4 – 1 | Engeland  | Vrystaatstadion, Bloemfontein Toeschouwers: 40.510 Scheidsrechter: Jorge Larrionda ( Uruguay) |
| 27 juni 2010 «onderlinge duels» 16:00 | Klose 20' Podolski 32' Müller 67', 70' |       | 37' Upson | Vrystaatstadion, Bloemfontein Toeschouwers: 40.510 Scheidsrechter: Jorge Larrionda ( Uruguay) |

#### Argentinië - Mexico
Een paar uur na de misser rond Lampard ging het ook zichtbaar mis bij Argentinië - Mexico. Nadat Mexico in de eerste fase van de wedstrijd meer kansen kreeg en op de paal schoot scoorde Carlos Tévez na een combinatie met Lionel Messi uit buitenspelpositie. Het doelpunt werd goed gekeurd, ondanks dat iedereen in het stadion op grote video-beelden kon zien, dat er iets goed mis was. De Mexicaanse spelers wezen de scheidsrechters op hun fout bij het kijken naar de video-scherm, maar de beslissing was niet meer terug te draaien. Mexico was van slag en na een fout van Ricardo Osorio kon Gonzalo Higuaín het tweede doelpunt scoren. De wedstrijd was helemaal beslist na een uithaal van Tevez. Mexico redde nog de eer via Javier Hernández, maar was voor de vijfde achtereenvolgende keer in de achtste finales uitgeschakeld.
|                                       |                            |       |               |                                                                                          |
| 27 juni 2010 «onderlinge duels» 20:30 | Argentinië                 | 3 – 1 | Mexico        | Soccer City, Johannesburg Toeschouwers: 84.377 Scheidsrechter: Roberto Rosetti ( Italië) |
| 27 juni 2010 «onderlinge duels» 20:30 | Tévez 26', 52' Higuaín 33' |       | 71' Hernández | Soccer City, Johannesburg Toeschouwers: 84.377 Scheidsrechter: Roberto Rosetti ( Italië) |

#### Nederland - Slowakije
Nederland speelde tegen een van de verrassingen van de eerste ronde, Slowakije en was zwaar favoriet al had de ploeg eerder de wereldkampioen verslagen. Drie-en-een halve week na de bijna fatale hamstringblessure tegen Hongarije begon Arjen Robben weer aan een wedstrijd en na achttien minuten had Robben al succes door vanuit de flanken naar binnen te trekken. Nederland kon niet doordrukken en kwam halverwege de tweede helft nog in de problemen, maar doelman Maarten Stekelenburg redde tot twee keer toe. Tien minuten voor tijd wisselde coach Bert van Marwijk de weinig gelukkig spelende spits Robin van Persie, die duidelijk misbaar maakte van zijn wissel. Vlak daarna besliste Nederland het duel, toen Wesley Sneijder bediend werd door Dirk Kuyt, de strafschop van Slowakije kwam te laat om Nederland te verontrusten, Róbert Vittek scoorde zijn vierde doelpunt en was op dat moment gedeeld topscorer met vier goals. Belangrijk voor van Marwijk was dat de ploeg homogeen bleef zonder conflicten, "de zaak van Persie" werd intern opgelost en van Persie betuigde spijt.
|                                       |                         |       |                     | |
| 28 juni 2010 «onderlinge duels» 16:00 | Nederland               | 2 – 1 | Slowakije           | Moses Mabhida Stadium, Durban Toeschouwers: 61.962 Scheidsrechter: Alberto Undiano Mallenco ( Spanje) |
| 28 juni 2010 «onderlinge duels» 16:00 | Robben 18' Sneijder 84' |       | 90+4' (pen.) Vittek | Moses Mabhida Stadium, Durban Toeschouwers: 61.962 Scheidsrechter: Alberto Undiano Mallenco ( Spanje) |

#### Brazilië - Chili
Een van de relevaties van het toernooi Chili moest in de play-offs spelen tegen een "Angstgegner", Chili had al tien jaar niet meer gewonnen van Brazilië en had in de kwalificatie twee keer met drie goals verschil verloren. Dat gebeurde nu ook weer, na een gelijkgaand begin was er geen houden meer aan voor Chili en na de openingsdoelpunt van Juan werd het al snel 2-0 door een doelpunt van aanvalsleider Luís Fabiano. In de tweede helft scoorde Robinho, die altijd scoorde tegen Chili en Brazilië leek op tijd op stoom te raken voor de confrontatie tegen Nederland.
|                                       |                                  |       |       |                                                                                      |
| 28 juni 2010 «onderlinge duels» 20:30 | Brazilië                         | 3 – 0 | Chili | Ellispark, Johannesburg Toeschouwers: 54.096 Scheidsrechter: Howard Webb ( Engeland) |
| 28 juni 2010 «onderlinge duels» 20:30 | Juan 34' Fabiano 38' Robinho 59' |       |       | Ellispark, Johannesburg Toeschouwers: 54.096 Scheidsrechter: Howard Webb ( Engeland) |

#### Japan - Paraguay
Japan tegen Paraguay was vooraf de minst aansprekenbare achtste finale en maakte zijn reputatie waar, het was een wedstrijd zonder veel hoogtepunten. Paraguay had nog wat uitgespeelde kansen, in de eerste helft  schoot de Japanner Daisuke Matsui op de lat. In de verlenging bleef in ieder geval Paraguay het nog proberen, maar strafschoppen waren onvermijdelijk. Als enige miste Yuichi Komano namens Japan een strafschop en Paraguay plaatste zich na drie gemiste kansen voor de eerste keer voor de kwartfinales.
|                                       |          |            |       | |
| 29 juni 2010 «onderlinge duels» 16:00 | Paraguay | 0 – 0 (nv) | Japan | Loftus Versfeld Stadion, Pretoria Toeschouwers: 36.742 Scheidsrechter: Frank De Bleeckere ( België) |
| 29 juni 2010 «onderlinge duels» 16:00 |          |            |       | Loftus Versfeld Stadion, Pretoria Toeschouwers: 36.742 Scheidsrechter: Frank De Bleeckere ( België) |

|                                        |       | strafschoppen            |  |
| Barreto Barrios Riveros Valdez Cardozo | 5 – 3 | Endo Hasebe Komano Honda |  |

#### Spanje - Portugal
Portugal tegen Spanje was samen met Engeland - Duitsland de topaffiche van de achtste finales. Spanje begon sterk met drie kansen in de beginfase, maar nadat met name David Villa een goede kans miste werd het voor Spanje steeds moelijker Portugal uit elkaar te spelen, dat defensief speelde en vooral parasiteerde op de klasse van Christiano Ronaldo, die ook in deze wedstrijd er niet uit kwam. In de tegenaanval kreeg Tiago Mendes de beste kans, maar Iker Casillas keerde de kans in twee instanties. Na rust begon Spanje moeizaam aan de wedstrijd, na een uur wisselde Vicente del Bosque zijn spits Fernando Torres en Spanje kreeg weer kansen, David Villa scoorde na een subtiel hakje van Xavi. Portugal was niet in staat de wedstrijd te keren  zeker na de rode kaart van Ricardo Costa en scoorde alleen in het toernooi tegen Noord-Korea. Extra teleurstellend waren de bijdragen van Christiano Ronaldo, hij kwam in het stuk niet voor en uit frustratie spuugde hij in de camera, de Fifa bestudeerde de "zaak" en besloot Christiano Ronaldo niet te schorsen. Een paar maanden later nam Portugal revanche en won in een oefenduel met 4-0 van Spanje.
|                                       |           |       |           |                                                                                               |
| 29 juni 2010 «onderlinge duels» 20:30 | Spanje    | 1 – 0 | Portugal  | Groenpuntstadion, Kaapstad Toeschouwers: 62.955 Scheidsrechter: Héctor Baldassi ( Argentinië) |
| 29 juni 2010 «onderlinge duels» 20:30 | Villa 63' |       | 89' Costa | Groenpuntstadion, Kaapstad Toeschouwers: 62.955 Scheidsrechter: Héctor Baldassi ( Argentinië) |

### Kwartfinales
In tegenstelling tot het vorige WK plaatsten Duitsland, Brazilië en Argentinië zich opnieuw voor de kwartfinales, Italië, Frankrijk en Portugal werden respectievelijk uitgeschakeld door Paraguay, Uruguay en Spanje, de plaatsen van Engeland en Oekraïne werden ingenomen door Nederland en Ghana. Zuid-Amerika had voor de eerste keer in de historie meer deelnemers in de kwartfinales dan Europa. In vergelijking met het vorige WK had Zuid Amerika vier ploegen, vorig WK twee, Europa ging van zes naar drie deelnemers, Afrika had nu wel één deelnemer.

#### Brazilië - Nederland
Vlak voor de wedstrijd begon haakte de Nederlandse verdediger Joris Mathijsen af, André Ooijer, die op dat moment clubloos was, omdat zijn contract bij PSV niet werd verlengd was zijn vervanger. In de eerste helft was Brazilië veel sterker, na tien minuten verzond de Braziliaanse verdediger Felipe Melo een pass in het centrum, die door de Nederlandse verdediging werd gemist, waarna Robinho kon scoren. Brazilië had voor rust al een comfortabele voorsprong moeten staan, een schot van afstand van Kaká werd vakkundig gepareerd door Maarten Stekelenburg. Het donderde in de Nederlandse kleedkamer en de ploeg kwam geladen terug. Na 54 minuten verzond Wesley Sneijder een pass, die door de Brazilaanse doelman en zijn ploeggenoot bij Inter Milan Julio Cesar verkeerd werd ingeschat en door Felipe Melo in eigen doel werd gewerkt, later werd het doelpunt toegekend aan Wesley Sneijder. Nederland rook bloed en na een hoekschop kopt de kleinste man van het veld Wesley Sneijder de bal in het doel, iconisch werd het juichen van Sneijder, die constant wees naar zijn hoofd. Brazilië raakte gefrustreerd en verloor Melo na een twee wilde tackles op Arjen Robben. De wedstrijd bleef spannend, Dirk Kuijt haalde de bal van de doellijn en Nederland was slordig in de tegenaanval. Het bleef 2-1, de Braziliaanse coach Dunga nam ontslag en Nederland kon zich gaan opmaken voor de halve finales.
|                                      |                   |       |                      | |
| 2 juli 2010 «onderlinge duels» 16:00 | Nederland         | 2 – 1 | Brazilië             | Nelson Mandelabaai Stadion, Port Elizabeth Toeschouwers: 40.186 Scheidsrechter: Yuichi Nishimura ( Japan) |
| 2 juli 2010 «onderlinge duels» 16:00 | Sneijder 53', 68' |       | 10' Robinho 73' Melo | Nelson Mandelabaai Stadion, Port Elizabeth Toeschouwers: 40.186 Scheidsrechter: Yuichi Nishimura ( Japan) |

#### Uruguay - Ghana
In de wedstrijd tussen Ghana en Uruguay was er vooral evenwicht, Sulley Muntari scoorde namens Ghana vlak voor rust met een schot van afstand, vlak na rust scoorde Diego Forlán uit een vrije trap, beide landen kregen hun kansen, maar de wedstrijd moest worden verlengd en stevende af naar strafschoppen. Vlak na rust leek Ghana te scoren, maar aanvaller Luis Suarez mepte de bal als een volleerd volleyballer uit het doel. Suarez, die in Nederland ook bekend stond om zijn vaak onsportieve gedrag, werd uit het veld gestuurd, maar de strafschop van Asamoah Gyan eindigde op de lat, hetgeen leidde tot veel vreugde bij vooral Suarez. Vlak daarna moesten de strafschoppen genomen worden en na twee Ghaneese en één Urugayaanse misser, moest Sebastián Abreu, bijgenaamd "El Loco" aanleggen voor de beslissende strafschop, hij scoorde met een "Panenka". Uruguay was door naar de halve finales, Suarez noemde de handsbal "de tweede hand van God". Bij een nieuwe confrontatie op het WK in 2022 was Suarez nog steeds speler, Ghana wilde zich revancheren. en Suarez weigerde nog steeds zijn excuses aan te bieden.
|                                      |                          |            |               |                                                                                                 |
| 2 juli 2010 «onderlinge duels» 20:30 | Uruguay                  | 1 – 1 (nv) | Ghana         | Soccer City, Johannesburg Toeschouwers: 84.017 Scheidsrechter: Olegário Benquerença ( Portugal) |
| 2 juli 2010 «onderlinge duels» 20:30 | Forlán 55' Suárez 120+1' |            | 45+2' Muntari | Soccer City, Johannesburg Toeschouwers: 84.017 Scheidsrechter: Olegário Benquerença ( Portugal) |

|                                          |       | strafschoppen                   |  |
| Forlán Victorino Scotti M. Pereira Abreu | 4 – 2 | Gyan Appiah Joh. Mensah Adiyiah |  |

#### Argentinië - Duitsland
Na een vriendschappelijke wedstrijd tussen Duitsland en Argentinië in maart 2010, die Argentinië met 0-1 won weigerde Diego Maradona een persconferentie te houden met Müller, die hij als een ballenjongen aanzag. Müller debuteerde die dag als international en nam wraak op Maradona door in de kwartfinale de 1-0 te maken. Argentinië maakte een kansloze indruk en Lionel Messi was onzichtbaar, net als andere grote sterren vooraf op dit toernooi. In de tweede helft ging het van kwaad tot erger en de Duitsers liepen uit naar 4-0. Miroslav Klose, op dat moment bankzitter bij Bayern München maakt twee doelpunten, verdediger Friedrich scoorde zijn eerste doelpunt in het Duitse team na sterk voorbereidend werk van Bastian Schweinsteiger. In heel Duitsland was men opgetogen en geloofde dat het jonge team de wereldtitel kon pakken. Maradona was emotioneel en dreigde op te stappen, de publieke opinie gaf hem eerst nog vertrouwen, maar toen Maradona eiste dat hij zijn technische staf kon houden werd hij alsnog ontslagen. Een wonderlijke periode kwam ten einde, waarbij Maradona uitblonk in persconferenties, maar niet als coach. Er kwam later steeds meer kritiek op zijn periode, een van de ervaren spelers Veron verklaarde dat er weinig discipline was onder Maradona's leiding.
|                                      |            |                                        |           |                                                                                                |
| 3 juli 2010 «onderlinge duels» 16:00 | Argentinië | 0 – 4                                  | Duitsland | Groenpuntstadion, Kaapstad Toeschouwers: 64.100 Scheidsrechter: Ravshan Irmatov ( Oezbekistan) |
| 3 juli 2010 «onderlinge duels» 16:00 |            | 3' Müller 68', 89' Klose 74' Friedrich |           | Groenpuntstadion, Kaapstad Toeschouwers: 64.100 Scheidsrechter: Ravshan Irmatov ( Oezbekistan) |

#### Spanje - Paraguay
Paraguay hield in de eerste helft gelijke trend met Spanje en kreeg ook de beste mogelijkheden, al in de eerste minuten moest doelman Iker Casillas in actie komen op een schot van Jonathan Santana. Na tien minuten in de tweede helft was er opeens volop drama, Oscar Cardozo miste een penalty voor Paraguay en even later mikte Xabi Alonso voor Spanje wel raak vanaf de stip. Die strafschop moest over wegens te vroeg inlopen. De tweede poging werd gestopt door Justo Villar, die vervolgens David Villa onderuithaalde. Dat ontging de arbiter. Er ontstond een open duel, die uiteindelijk werd beslist in de 83e minuut, Luís Pedro raakte de paal en de rebound van Villa caramboleerde via beide palen in het doel. Paraguay kon niet meer terugkomen in de wedstrijd, maar had de Europese kampioen goed partij geboden en de spelers werden thuis als helden ontvangen. Spanje haalde voor de eerste keer in zestig jaar de halve finales van het WK, Villa was nu topscorer van het toernooi in een ploeg die maar zes keer scoorde tot dusverre.
|                                      |          |           |        |                                                                                         |
| 3 juli 2010 «onderlinge duels» 20:30 | Paraguay | 0 – 1     | Spanje | Ellispark, Johannesburg Toeschouwers: 55.359 Scheidsrechter: Carlos Batres ( Guatemala) |
| 3 juli 2010 «onderlinge duels» 20:30 |          | 83' Villa |        | Ellispark, Johannesburg Toeschouwers: 55.359 Scheidsrechter: Carlos Batres ( Guatemala) |

### Halve finales
In vergelijking met het vorige WK plaatste Duitsland zich opnieuw voor de halve finales, Frankrijk en Portugal werden respectievelijk uitgeschakeld door Uruguay en Spanje, de plaats van Italië werd ingenomen door Nederland.
Het aantal Europese deelnemers daalde van vier naar drie deelnemers, Zuid-Amerika kreeg een deelnemer erbij.

#### Nederland - Uruguay
Nederland begon sterker aan de wedstrijd en een ver afstandschot van Giovanni van Bronckhorst was daarvan de beloning. Het raakte de voor de geschorste Nigel de Jong spelende Demy de Zeeuw kwijt, die na een schop van Martin Caceres zwaar beschadigd werd aan zijn gebit, hij zou nooit meer op zijn oude niveau komen. Nederland raakte de controle over de wedstrijd kwijt en vlak voor rust verkeek keeper Maarten Steekelenburg zich op een inzet van Diego Forlán, die de gelijkmaker scoorde en even later  moest van Bronckhorst redden op de lijn. Na rust kreeg Nederland weer het overwicht en sloeg tussen de 70e en 73e minuut toe, Wesley Sneijder maakte zijn vijfde doelpunt van het toernooi en Arjen Robben scoorde met het hoofd. In de slotfase werd het nog spannend na een doelpunt van Maximiliano Pereira in de slotfase, maar Nederland hield stand en plaatste zich voor de derde keer voor een WK-finale en de eerste sinds 32 jaar.
|                                      |                             |       |                                             |                                                                                                |
| 6 juli 2010 «onderlinge duels» 20:30 | Uruguay                     | 2 – 3 | Nederland                                   | Groenpuntstadion, Kaapstad Toeschouwers: 62.479 Scheidsrechter: Ravshan Irmatov ( Oezbekistan) |
| 6 juli 2010 «onderlinge duels» 20:30 | Forlán 41' M. Pereira 90+2' |       | 18' Van Bronckhorst 70' Sneijder 73' Robben | Groenpuntstadion, Kaapstad Toeschouwers: 62.479 Scheidsrechter: Ravshan Irmatov ( Oezbekistan) |

#### Spanje - Duitsland
Na twee galavoorstellingen tegen Engeland en Argentinië had het jonge Duitse team weinig in te brengen tegen Spanje. Spanje had een groot overwicht in de wedstrijd, maar net als eerder was de ploeg erg inproductief, het scoorde pas zes doelpunten in vijf wedstrijden. In de tegenaanval kreeg Duitsland de beste kans van de wedstrijd, Toni Kroos wist Iker Casillas niet te passeren. In de 73e minuut kwam uiteindelijk de beslissing, de Spaanse verdediger Carles Puyol scoorde met een krachtige kopbal. In het restant van de wedstrijd wist Duitsland de wedstrijd niet meer terug te draaien en Spanje was slordig in de tegenaanval om de wedstrijd definitief te beslissen.
|                                      |           |           |        |                                                                                               |
| 7 juli 2010 «onderlinge duels» 20:30 | Duitsland | 0 – 1     | Spanje | Moses Mabhida Stadium, Durban Toeschouwers: 60.960 Scheidsrechter: Viktor Kassai ( Hongarije) |
| 7 juli 2010 «onderlinge duels» 20:30 |           | 73' Puyol |        | Moses Mabhida Stadium, Durban Toeschouwers: 60.960 Scheidsrechter: Viktor Kassai ( Hongarije) |

### 3e/4e plaats
Uruguay tegen Duitsland was een wedstrijd met een wisselende kansen, zo nam Uruguay een 1-2 voorsprong halverwege de tweede helft, maar wist die voorsprong niet vast te houden en verloor met 3-2. Vooraf konden verschillende spelers nog topscorers worden van het toernooi, de Duitsers Thomas Müller (voetballer) en Miroslav Klose en de Uruguayaan  Diego Forlán stonden op vier goals en hadden één goals minder dan Wesley Sneijder en David Villa, die nog de finale moesten spelen. Müller en Forlán scoorde beiden en zouden uiteindelijk mede-topscorer van het toernooi worden.
|                                       |                       |       |                                   | |
| 10 juli 2010 «onderlinge duels» 20:30 | Uruguay               | 2 – 3 | Duitsland                         | Nelson Mandelabaai Stadion, Port Elizabeth Toeschouwers: 36.254 Scheidsrechter: Benito Archundia ( Mexico) |
| 10 juli 2010 «onderlinge duels» 20:30 | Cavani 28' Forlán 51' |       | 19' Müller 56' Jansen 82' Khedira | Nelson Mandelabaai Stadion, Port Elizabeth Toeschouwers: 36.254 Scheidsrechter: Benito Archundia ( Mexico) |

### Finale

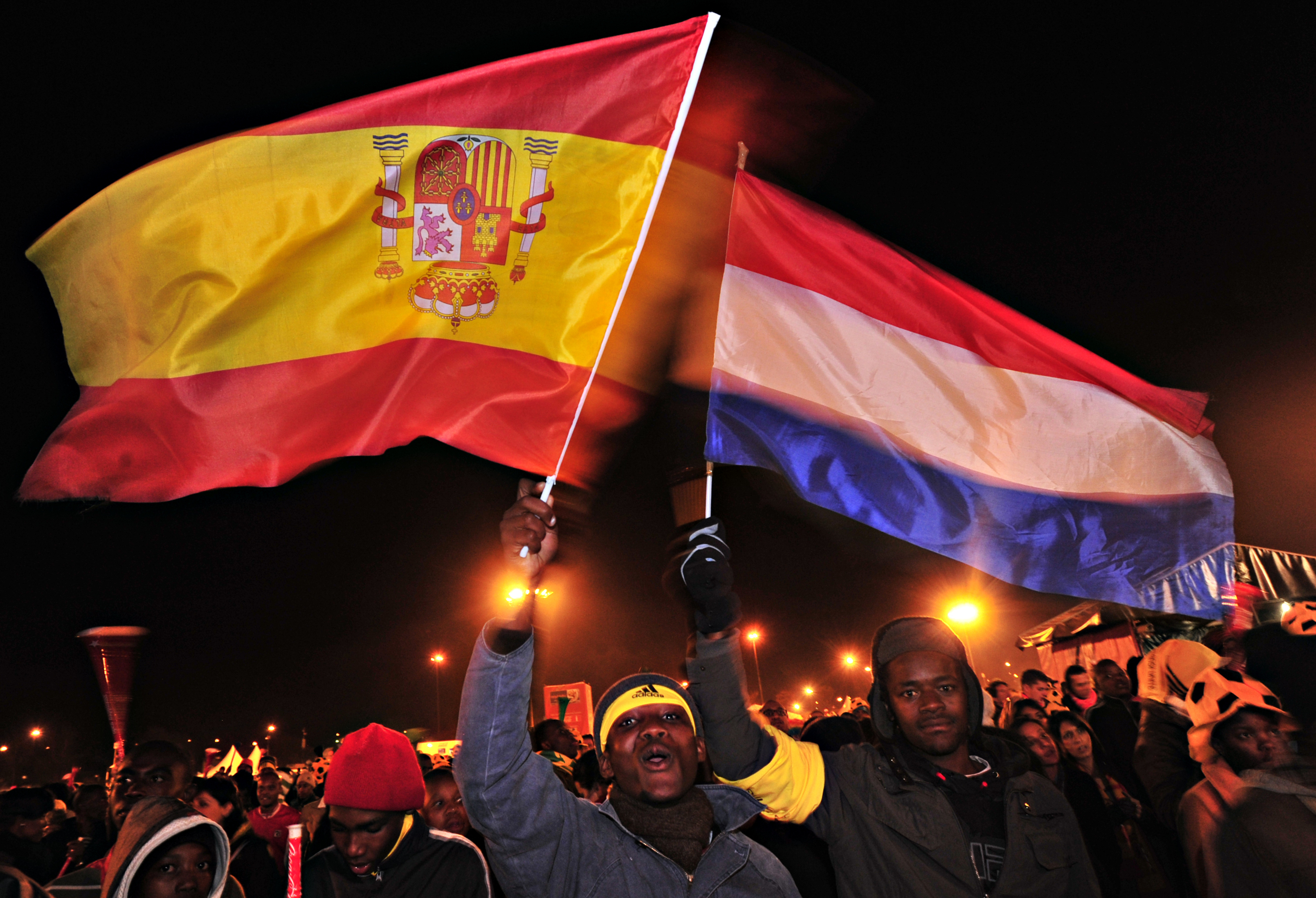
Zuid-Afrikanen vieren de overwinning van Spanje en het succes van de Wereldbeker

|                                       |                    |            |              |                                                                                        |
| 11 juli 2010 «onderlinge duels» 20:30 | Nederland          | 0 – 1 (nv) | Spanje       | Soccer City, Johannesburg Toeschouwers: 84.490 Scheidsrechter: Howard Webb ( Engeland) |
| 11 juli 2010 «onderlinge duels» 20:30 | Heitinga 57', 109' | [ 160 ]    | 116' Iniesta | Soccer City, Johannesburg Toeschouwers: 84.490 Scheidsrechter: Howard Webb ( Engeland) |

| 2010 Wereldkampioen |
| ------------------- |
|                     |
| Spanje Eerste titel |

## Doelpuntenmakers
5 doelpunten
- Thomas Müller
- Wesley Sneijder
- David Villa
- Diego Forlán

4 doelpunten
- Gonzalo Higuaín
- Miroslav Klose
- Róbert Vittek

3 doelpunten
- Luís Fabiano
- Asamoah Gyan
- Luis Suárez
- Landon Donovan

2 doelpunten
- Carlos Tévez
- Brett Holman
- Elano
- Robinho
- Lukas Podolski
- Keisuke Honda
- Samuel Eto'o
- Javier Hernández
- Kalu Uche
- Arjen Robben
- Tiago
- Lee Chung-yong
- Lee Jung-soo
- Andrés Iniesta

1 doelpunt
- Martín Demichelis
- Gabriel Heinze
- Martín Palermo
- Tim Cahill
- Juan
- Maicon
- Jean Beausejour
- Mark González
- Rodrigo Millar
- Cacau
- Arne Friedrich
- Marcell Jansen
- Sami Khedira
- Mesut Özil
- Nicklas Bendtner
- Dennis Rommedahl
- Jon Dahl Tomasson
- Jermaine Defoe
- Steven Gerrard
- Matthew Upson
- Florent Malouda
- Kevin-Prince Boateng
- Sulley Muntari
- Dimitrios Salpigidis
- Vasilis Torosidis
- Daniele De Rossi
- Antonio Di Natale
- Vincenzo Iaquinta
- Fabio Quagliarella
- Didier Drogba
- Salomon Kalou
- Christian N'Dri Romaric
- Yaya Touré
- Yasuhito Endo
- Shinji Okazaki
- Cuauhtémoc Blanco
- Rafael Márquez
- Giovanni van Bronckhorst
- Klaas-Jan Huntelaar
- Dirk Kuijt
- Robin van Persie
- Yakubu Aiyegbeni
- Winston Reid
- Shane Smeltz
- Ji Yun-Nam
- Antolín Alcaraz
- Cristian Riveros
- Enrique Vera
- Hugo Almeida
- Liedson
- Raul Meireles
- Cristiano Ronaldo
- Simão
- Milan Jovanović
- Marko Pantelić
- Valter Birsa
- Robert Koren
- Zlatan Ljubijankič
- Kamil Kopúnek
- Carles Puyol
- Edinson Cavani
- Álvaro Pereira
- Maximiliano Pereira
- Michael Bradley
- Clint Dempsey
- Bongani Khumalo
- Katlego Mphela
- Siphiwe Tshabalala
- Park Ji-sung
- Park Chu-young
- Gelson Fernandes

Eigen doelpunt
- Daniel Agger (tegen Nederland)
- Park Chu-young (tegen Argentinië)

NB: een eigen doelpunt van de Braziliaan Felipe Melo tegen Nederland werd later alsnog toegekend aan Wesley Sneijder.

## Toernooiranglijst
| Plaats                              | Land             | Groep | GW | Win | Gel | Ver | DV | DT | +/- | Pnt |
| ----------------------------------- | ---------------- | ----- | -- | --- | --- | --- | -- | -- | --- | --- |
| 1                                   | Spanje           | H     | 7  | 6   | 0   | 1   | 8  | 2  | +6  | 18  |
| 2                                   | Nederland        | E     | 7  | 6   | 0   | 1   | 12 | 6  | +6  | 18  |
| 3                                   | Duitsland        | D     | 7  | 5   | 0   | 2   | 16 | 5  | +11 | 15  |
| 4                                   | Uruguay          | A     | 7  | 3   | 2   | 2   | 11 | 8  | +3  | 11  |
| Uitgeschakeld in de Kwartfinales    |                  |       |    |     |     |     |    |    |     |     |
| 5                                   | Argentinië       | B     | 5  | 4   | 0   | 1   | 10 | 6  | +4  | 12  |
| 6                                   | Brazilië         | G     | 5  | 3   | 1   | 1   | 9  | 4  | +5  | 10  |
| 7                                   | Ghana            | D     | 5  | 2   | 2   | 1   | 5  | 4  | +1  | 8   |
| 8                                   | Paraguay         | F     | 5  | 1   | 3   | 1   | 3  | 2  | +1  | 6   |
| Uitgeschakeld in de achtste finales |                  |       |    |     |     |     |    |    |     |     |
| 9                                   | Japan            | E     | 4  | 2   | 1   | 1   | 4  | 2  | +2  | 7   |
| 10                                  | Chili            | H     | 4  | 2   | 0   | 2   | 3  | 5  | −2  | 6   |
| 11                                  | Portugal         | G     | 4  | 1   | 2   | 1   | 7  | 1  | +6  | 5   |
| 12                                  | Verenigde Staten | C     | 4  | 1   | 2   | 1   | 5  | 5  | 0   | 5   |
| 13                                  | Engeland         | C     | 4  | 1   | 2   | 1   | 3  | 5  | −2  | 5   |
| 14                                  | Mexico           | A     | 4  | 1   | 1   | 2   | 4  | 5  | −1  | 4   |
| 15                                  | Zuid-Korea       | B     | 4  | 1   | 1   | 2   | 6  | 8  | −2  | 4   |
| 16                                  | Slowakije        | F     | 4  | 1   | 1   | 2   | 5  | 7  | −2  | 4   |
| Uitgeschakeld in de groepsfase      |                  |       |    |     |     |     |    |    |     |     |
| 17                                  | Ivoorkust        | G     | 3  | 1   | 1   | 1   | 4  | 3  | +1  | 4   |
| 18                                  | Slovenië         | C     | 3  | 1   | 1   | 1   | 3  | 3  | 0   | 4   |
| 19                                  | Zwitserland      | H     | 3  | 1   | 1   | 1   | 1  | 1  | 0   | 4   |
| 20                                  | Zuid-Afrika      | A     | 3  | 1   | 1   | 1   | 3  | 5  | −2  | 4   |
| 21                                  | Australië        | D     | 3  | 1   | 1   | 1   | 3  | 6  | −3  | 4   |
| 22                                  | Nieuw-Zeeland    | F     | 3  | 0   | 3   | 0   | 2  | 2  | 0   | 3   |
| 23                                  | Servië           | D     | 3  | 1   | 0   | 2   | 2  | 3  | −1  | 3   |
| 24                                  | Denemarken       | E     | 3  | 1   | 0   | 2   | 3  | 6  | −3  | 3   |
| 25                                  | Griekenland      | B     | 3  | 1   | 0   | 2   | 2  | 5  | −3  | 3   |
| 26                                  | Italië           | F     | 3  | 0   | 2   | 1   | 4  | 5  | −1  | 2   |
| 27                                  | Nigeria          | B     | 3  | 0   | 1   | 2   | 3  | 5  | −2  | 1   |
| 28                                  | Algerije         | C     | 3  | 0   | 1   | 2   | 0  | 2  | −2  | 1   |
| 29                                  | Frankrijk        | A     | 3  | 0   | 1   | 2   | 1  | 4  | −3  | 1   |
| 30                                  | Honduras         | H     | 3  | 0   | 1   | 2   | 0  | 3  | −3  | 1   |
| 31                                  | Kameroen         | E     | 3  | 0   | 0   | 3   | 2  | 5  | −3  | 0   |
| 32                                  | Noord-Korea      | G     | 3  | 0   | 0   | 3   | 1  | 12 | −11 | 0   |

## Overige

### Bal
De nieuwe voetbal voor het WK voetbal in Zuid-Afrika werd gepresenteerd bij de loting voor de eindronde, maar enkele dagen eerder lekten er al foto's van uit. Adidas, de fabrikant van de bal, pretendeerde dat de 'Adidas Jabulani' (vieren in het Zoeloe) de rondste bal ooit is, waardoor deze ook de meest stabiele vlucht zou hebben. Daarvoor werd een nieuwe technologie gebruikt. De mening van veel voetballers is tegenovergesteld: zij stellen dat de nieuwe bal raar 'zwabbert', met name op hoogte.
De bal heeft elf kleuren, waarbij geel, zwart en wit de boventoon voeren. De kleuren staan symbool voor de elf basisspelers van ieder land, maar ook voor de elf bevolkingsgroepen in Zuid-Afrika en de elf officiële talen in het gastland. Voor de finale werden de kleuren vervangen door een gouden band. De bal kreeg voor de gelegenheid de naam Jo'bulani.

### Financieel

#### Prijzengeld
De FIFA stelde voor het toernooi 420 miljoen dollar prijzengeld ter beschikking, een toename van 60% ten opzichte van de vorige editie.
Voorafgaand aan het toernooi kreeg elk van de 32 teams één miljoen dollar voor voorbereidingskosten. Daarbovenop werd na afloop een bedrag toegekend afhankelijk van de prestatie.
- 8 miljoen dollar – Voor elk team dat wordt uitgeschakeld in de groepsfase (16 teams)
- 9 miljoen dollar – Voor elk team dat wordt uitgeschakeld in de achtste finale (8 teams)
- 14 miljoen dollar – Voor elk team dat wordt uitgeschakeld in de kwartfinale (4 teams)
- 18 miljoen dollar – Voor de nummer 4
- 20 miljoen dollar – Voor de nummer 3
- 24 miljoen dollar – Voor de nummer 2
- 30 miljoen dollar – Voor de nummer 1

Voor het eerst in de WK-geschiedenis kregen clubs betaald voor spelers die voor hun land zouden uitkomen tijdens de eindronde. In totaal werd 40 miljoen dollar betaald. Dit was het resultaat van een overeenkomst in 2008 tussen de FIFA en de Europese clubs die waren verenigd in de G-14. In ruil daarvoor zouden de clubs hun claims voor compensatie van internationals die bij hun land geblesseerd raken, laten vallen. Het prijzengeld is al-dan-niet belastbaar in het thuisland van het team.

#### Boetes
De FIFA deelde diverse boetes uit. Zo krijgen bijvoorbeeld teams die in een wedstrijd vijf of meer gele kaarten krijgen een boete die afhangt van het aantal kaarten. De finale kostte de Spaanse bond 7.000 euro en de Nederlandse bond 11.500 euro.

#### Inkomsten van FIFA
De inkomsten van de FIFA worden geschat op 3,5 miljard euro.

### Vuvuzela

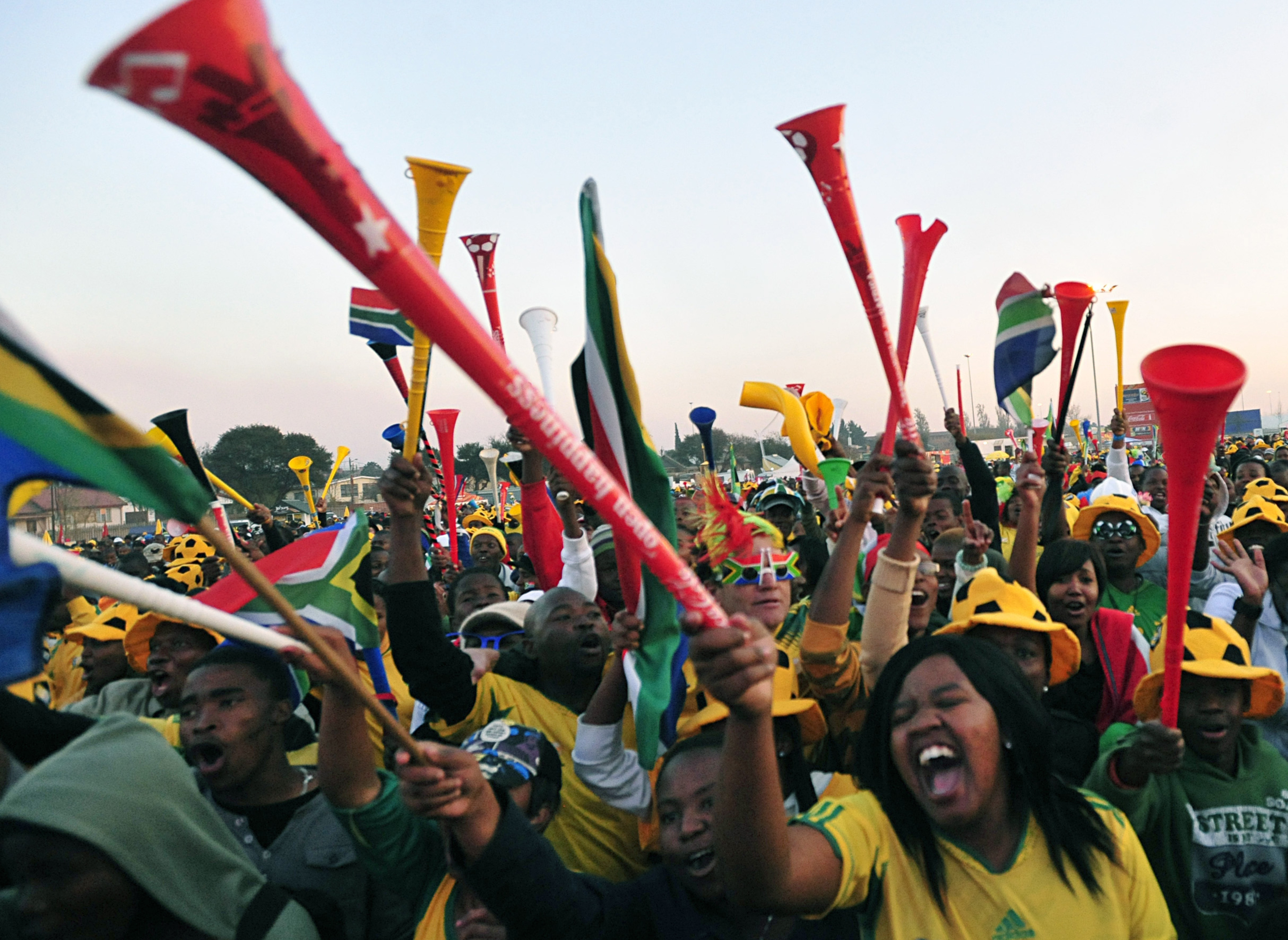
Supporters met een vuvuzela.

Het WK 2010 is ook wel het toernooi van de vuvuzela genoemd. De vuvuzela is een langwerpig blaasinstrument waarmee een hard monotoon geluid geproduceerd kan worden. Omdat veel televisiekijkers het constante getoeter van de grote aantallen vuvuzela's in de stadions als irritant ervoeren, gingen televisiezenders ertoe over dit geluid er gedeeltelijk uit te filteren.

### Muziek
Het nummer 'Waka Waka (This Time for Africa)', uitgevoerd door Shakira, is de officiële tune van het WK. Ook verscheen het album Listen Up! The Official 2010 FIFA World Cup Album met samenwerkingen tussen diverse artiesten. Deze nummers worden ook ten gehore gebracht tijdens het eindconcert op 11 juli na afloop van de finale.
Aanvankelijk zou de Zuid-Afrikaanse tenor Siphiwo Ntshebe het nummer 'Hope' brengen. De zanger overleed echter enkele weken voor het WK aan de gevolgen van een hersenvliesontsteking.
Het nummer 'Wavin' Flag' van de Somalische muzikant K'naan werd door Coca-Cola als lied voor het WK voetbal 2010 gekozen. Het nummer is tijdens het Wereldkampioenschap in Zuid-Afrika regelmatig te horen, waaronder in reclamespotjes en het videospel 2010 FIFA World Cup. Het lied behoort echter niet tot de officiële tunes van het WK.
Het nummer 'Marabi', gezongen door de Zuid-Afrikaanse band Mafikizolo, werd door de NOS uitgekozen als officiële song voor het WK, de song wordt gebruikt als intro voor NOS Studio Sportzomer.
Het nummer dat de NOS onder de samenvattingen van de wedstrijd gebruikt is Sunshine van Ginger Ninja.

### Trivia
Tenzij anders aangegeven zijn alle stellingen terug te vinden op fifa.com.

#### Voor het eerst
- Dat Noord- en Zuid-Korea zich plaatsten voor hetzelfde WK.
- Dat het organiserende land (Zuid-Afrika) niet verder komt dan de groepsfase van het WK.
- Dat er twee landen debuteerden: Servië en Slowakije. Beide landen namen eerder al deel maar als onderdeel van een ander land, Servië als onderdeel van Servië-Montenegro in 2006 en als onderdeel van Joegoslavië acht keer. Slowakije deed acht keer eerder mee als onderdeel van Tsjecho-Slowakije.
- Tijdens Ghana - Duitsland, op 23 juni 2010, speelden voor het eerst in de WK-historie twee broers (in feite halfbroers) tegen elkaar: Jérôme Boateng voor Duitsland en Kevin-Prince Boateng voor Ghana.
- In de geschiedenis behoorden er drie broers tot een WK-selectie. Wilson Palacios en Johnny Palacios waren opgenomen in de originele selectie van Honduras, maar toen Júlio César op het laatste moment geblesseerd afhaakte, werd ook oudere broer Jerry Palacios geselecteerd.[167]
- Nederland won in Zuid-Afrika voor het eerst al zijn groepswedstrijden op een wereldkampioenschap voetbal.
- De Spaanse doelman Iker Casillas is de eerste doelman die in twee WK-edities een strafschop weet te stoppen.
- Dat een Europees land de Wereldtitel wint buiten Europa.
- Dat de finale gespeeld wordt zonder aanwezigheid van Brazilië, (West-)Duitsland, Italië of Argentinië.
- Dat de uiteindelijke wereldkampioen zijn eerste groepswedstrijd verloor.
- Dat een land voor de derde keer een finale speelde, en alle drie verloor. Nederland stond na 1974 en 1978 weer in de finale van het wereldkampioenschap voetbal in 2010 en verloor met 0-1 van Spanje.
- Er is een recordaantal gele en rode kaarten uitgedeeld in een WK-finale: van de 14 gele kaarten werden er twee omgezet in één rode kaart.[168]

#### Snelste
- Thomas Müller scoorde 160 seconden na aftrap de openingsgoal voor Duitsland tegen Argentinië. Daarmee is dit de snelste goal op dit WK.

#### Onafgebroken
- Brazilië doet voor de 19e maal mee en heeft nog nooit een eindronde gemist. Daarmee is het land recordhouder in het aantal deelnames van deze toernooien. Tevens won het land vijfmaal de titel. Ook dit is niet geëvenaard.
- Tijdens de wedstrijd Chili - Zwitserland op 21 juni 2010, brak Zwitserland het record van aantal opeenvolgende minuten zonder tegengoal op een WK-eindronde. Voor de tegengoal in de 75e minuut, was het Zwitserse doel voor 558 minuten leeg gebleven. In 2006 kreeg het in drie groepswedstrijden geen enkele tegengoal en ook in de 1/8e finale bleef het 0-0, maar werd het uitgeschakeld door Oekraïne na strafschoppen. Ook op dit WK werd de eerste groepswedstrijd tegen Spanje gewonnen met 1-0. De vorige tegengoal van Zwitserland was de penalty van Aitor Beguiristain in de 1/8e finale van het WK 1994 tegen Spanje (in de 86e minuut). Het vorige record stond op naam van Italië met 550 minuten.
- Engeland heeft tot de achtste finale tegen Duitsland in Zuid-Afrika voor het laatst een rood tenue aan gehad in 1998.
- Het Nederlands elftal is tot de wedstrijd van Nederland en Spanje het enige land dat zo lang ongeslagen bleef. Het aantal wedstrijden op rij is 25. De laatste wedstrijd werd verloren op 6 september 2008 in een vriendschappelijke wedstrijd tegen Australië. Onder Bert van Marwijk is dat ook de enige wedstrijd die werd verloren van de 27 gespeelde interlands.[169] Het Nederlands elftal werd uiteindelijk in de finale verslagen door Spanje.

#### Herhaling
- Het is voor het eerst in tachtig jaar dat twee strafschoppen in de reguliere speeltijd van één WK-wedstrijd werden gemist. Xabi Alonso (Spanje) en Óscar Cardozo (Paraguay) misten beiden een strafschop. In de eerste editie van het WK tussen Argentinië - Mexico (6 - 3) werden ook twee strafschoppen gemist.

#### Opmerkelijkheden
- Na de achtste finales Duitsland-Engeland en Argentinië-Mexico laaide door een toegekend doelpunt vanuit buitenspel en een niet toegekend doelpunt waarbij de bal ruim over de lijn was, vanuit onder meer Duitsland, Engeland en Nederland de roep om technische hulpmiddelen op. De FIFA wenste hierover niet in gesprek te treden en knipte de opgetreden arbitrale tekortkomingen uit haar samenvattingen.[170]
- In de kwartfinalewedstrijd Uruguay tegen Ghana voorkwam de Uruguayaan Suárez in de laatste minuut van de verlenging een tegendoelpunt door de bal opzettelijk met de hand uit het doel te slaan. Hiermee voorkwam hij een voorsprong voor Ghana en een zo goed als zekere uitschakeling van Uruguay. Suárez kreeg rood, maar Ghana miste de strafschop die volgde. Ghana werd vervolgens in de strafschoppenserie uitgeschakeld. Hiermee kreeg Suárez vervolgens de woede van heel Afrika over zich heen.[171][172]
- In dezelfde kwartfinalewedstrijd besliste Sebastián Abreu de penaltyserie koelbloedig met een panenka-strafschop.
- Spanje werd tot voor het WK 2010 14 strafschoppen toegekend, en benutte ze alle 14. Tijdens dit WK, heeft het 2 strafschoppen toegekend gekregen en beide gemist. Het enige andere land dat ooit twee strafschoppen miste in één WK-editie was Zuid-Korea.
- Elk Zuid-Amerikaans elftal dat in de knock-outfase een Europese ploeg trof, verloor de wedstrijd en was uitgeschakeld voor de wereldtitel.
- Arjen Robben scoorde de 2200e goal van het WK.
- De octopus Paul verwierf wereldwijde bekendheid door acht keer op rij de winnaar van een wedstrijd, waaronder de finale, juist te voorspellen.
- De acht doelpunten die Spanje in dit toernooi maakte, is het laagste aantal gescoord door een wereldkampioen voetbal ooit.
- Tijdens het WK 2010 zijn 281 minuten blessuretijd gespeeld, waarvan 8 minuten bij verlenging.
- Nieuw-Zeeland was uiteindelijk het enige ongeslagen land, door de drie gelijke spelen in de poulefase.

## WK 2010 in beeld

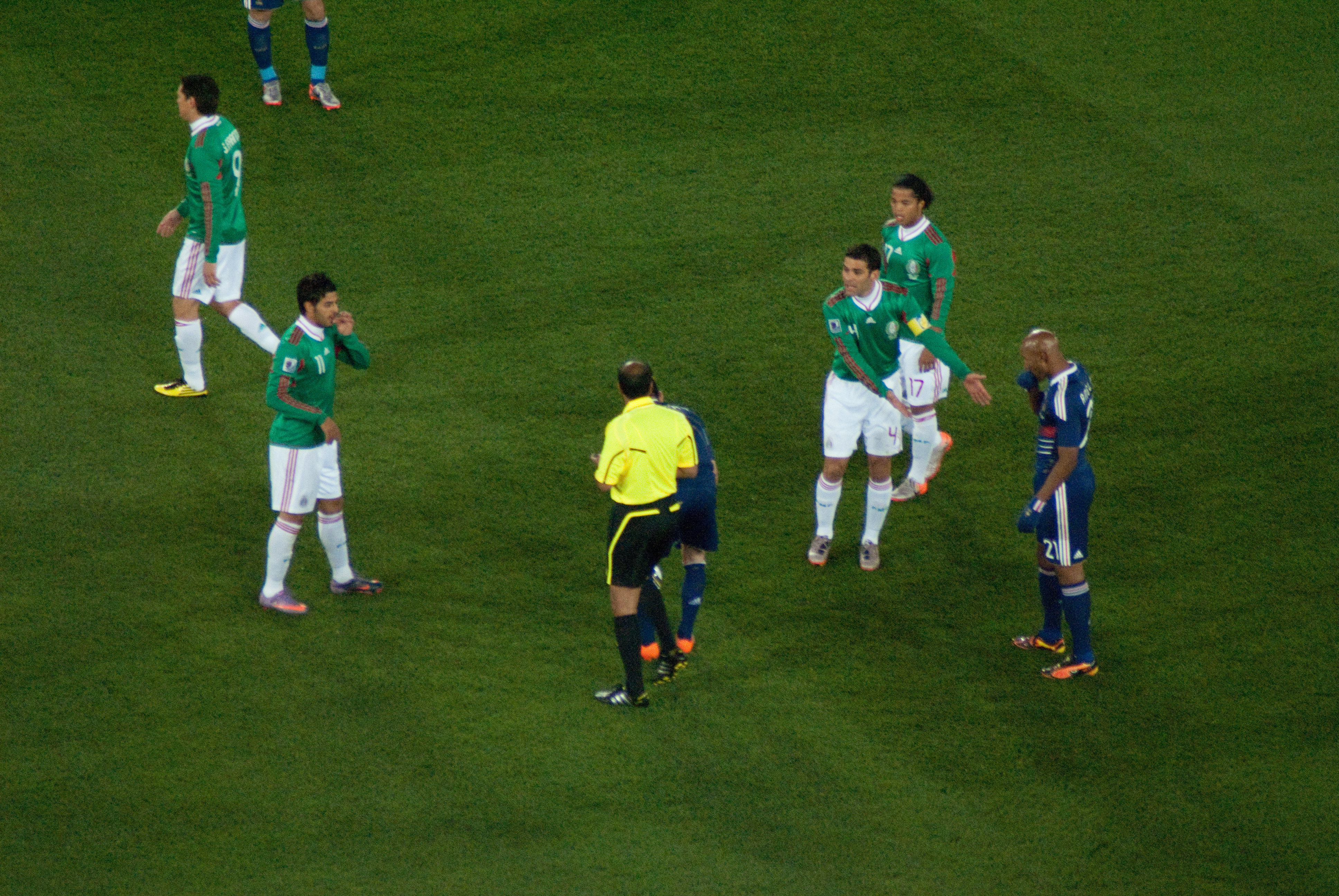
Nicolas Anelka
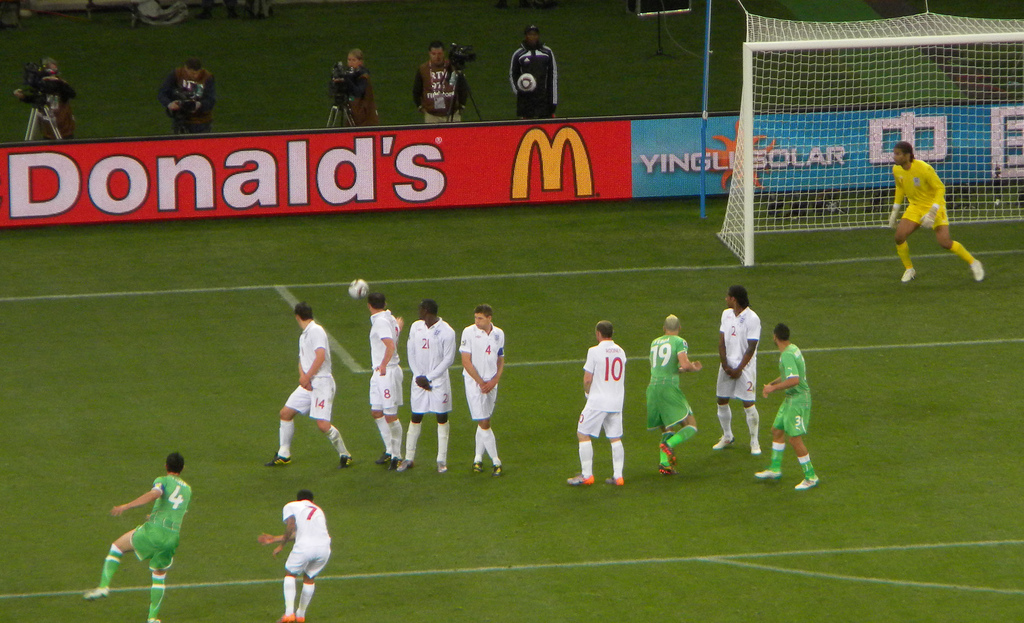
ENG– ALG
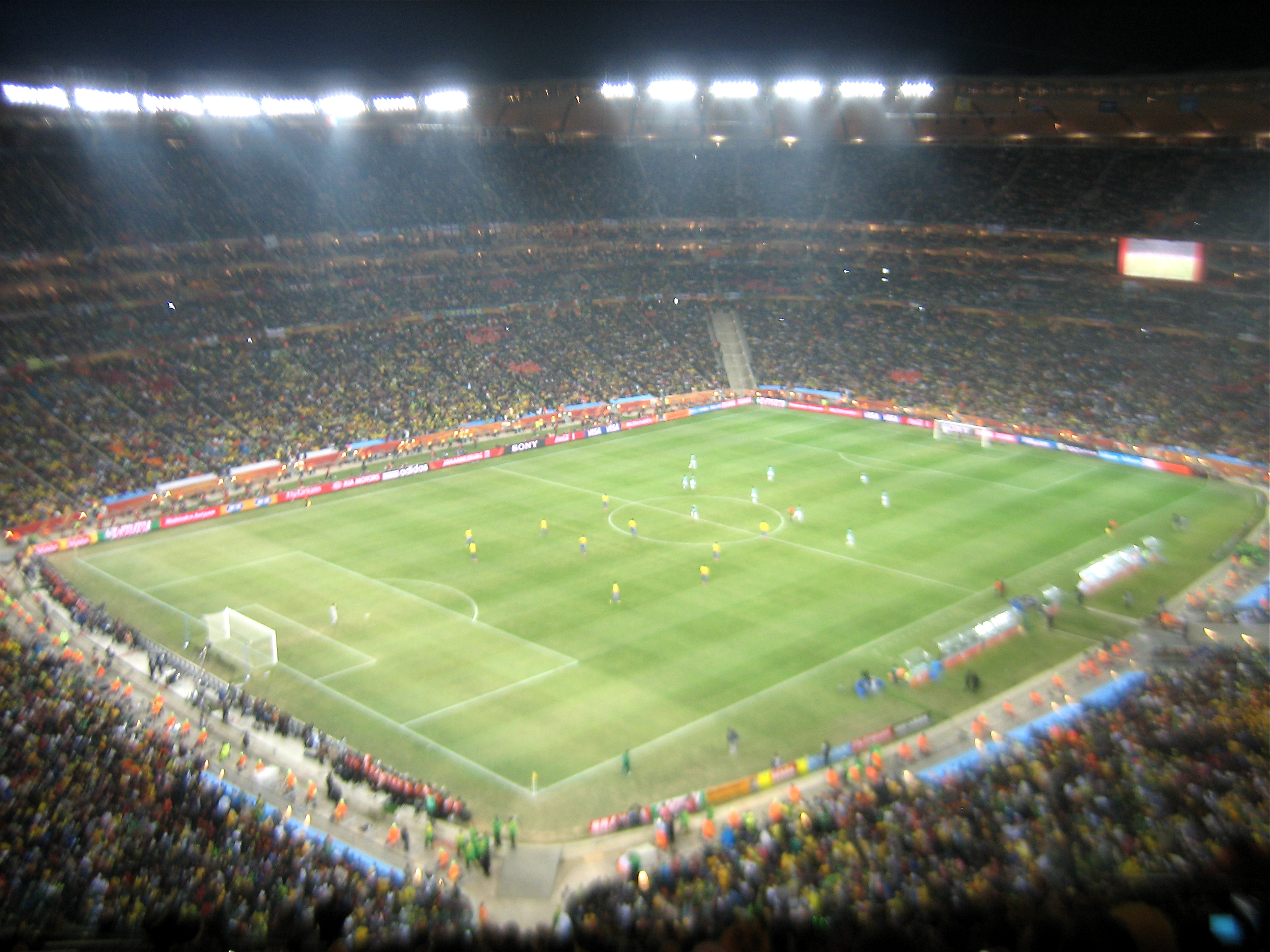
BRA– CIV
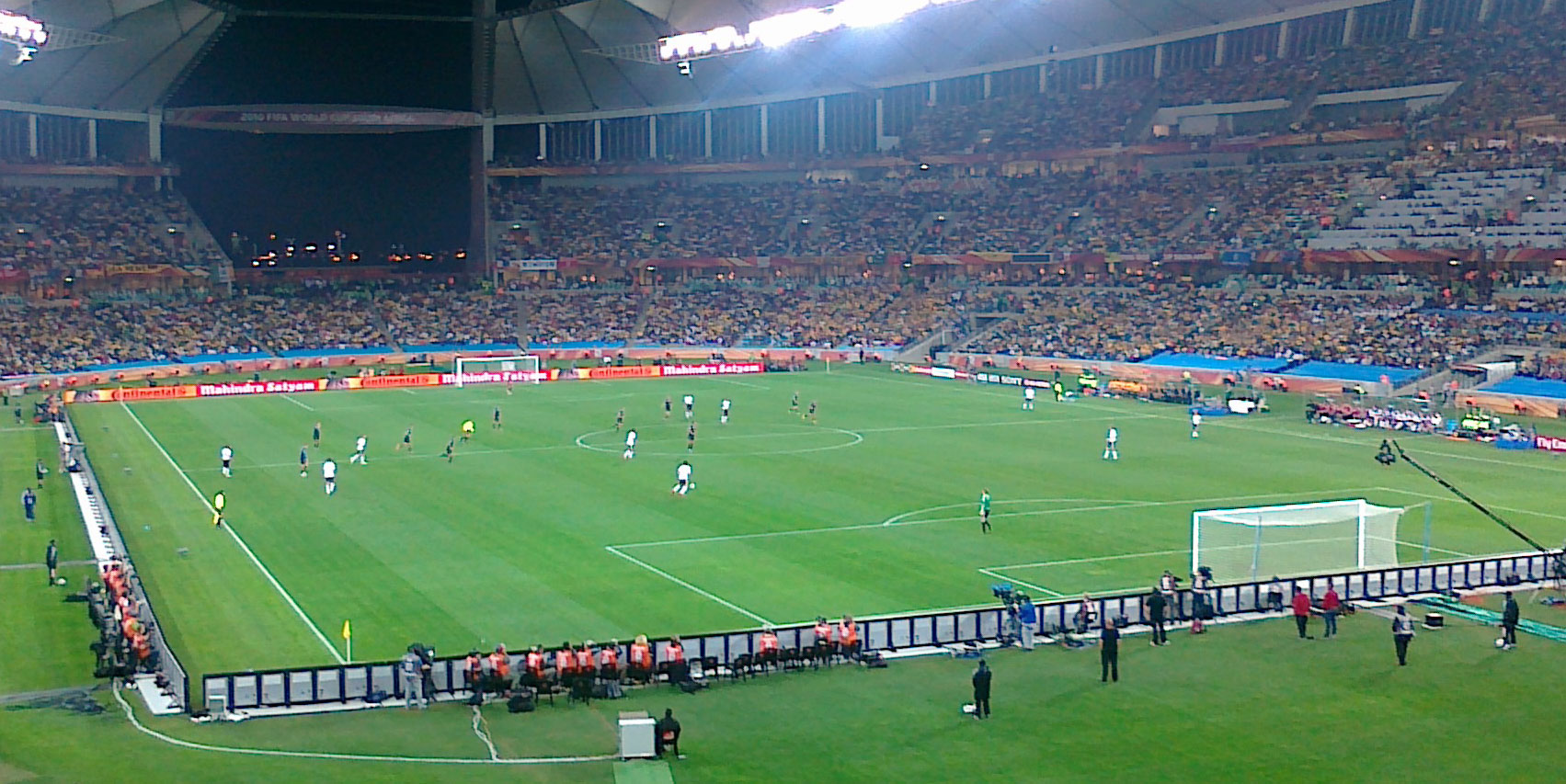
GER– AUS
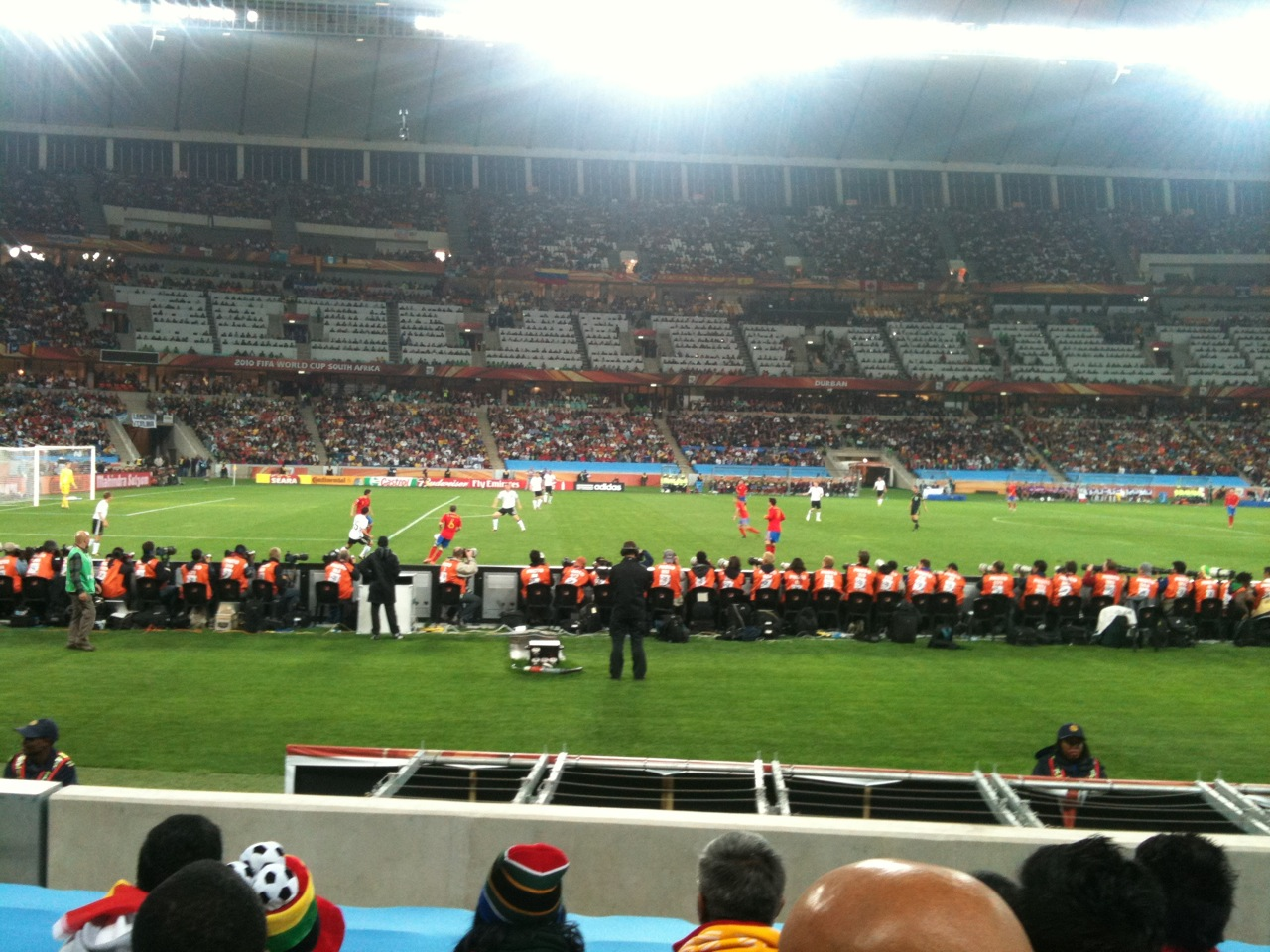
GER– ESP
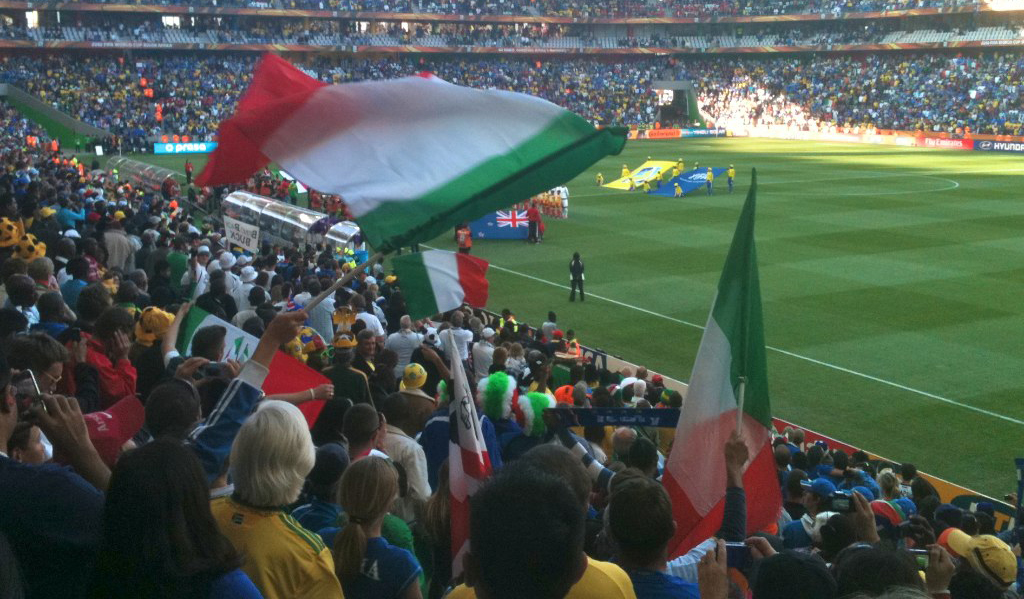
ITA– NZL
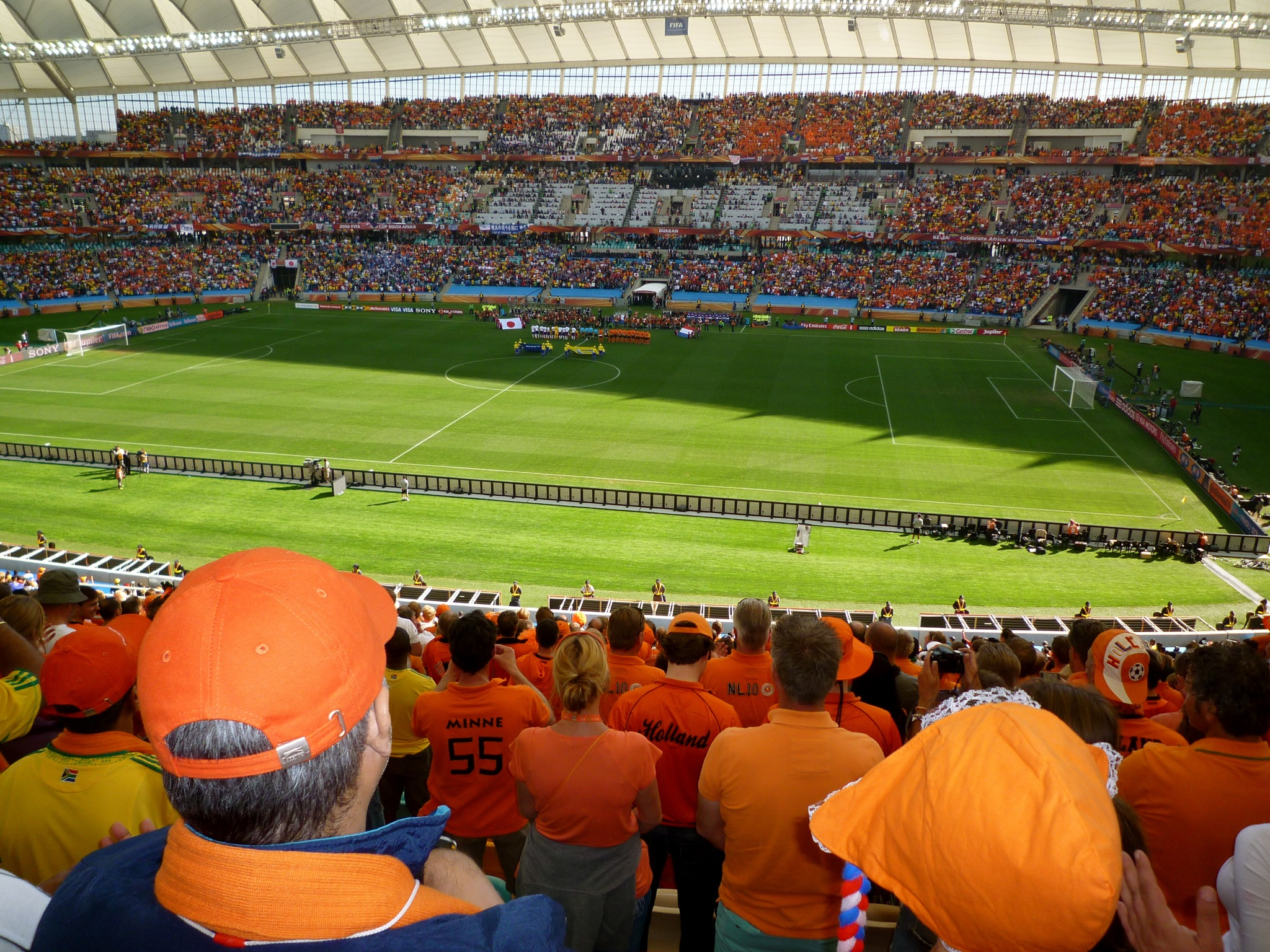
NED– JPN
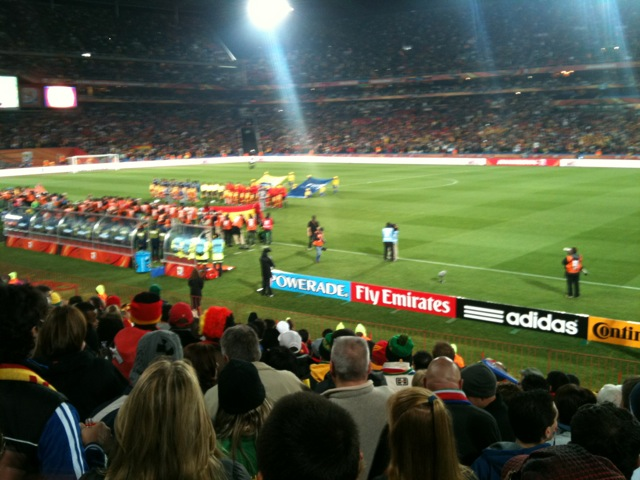
PAR– ESP
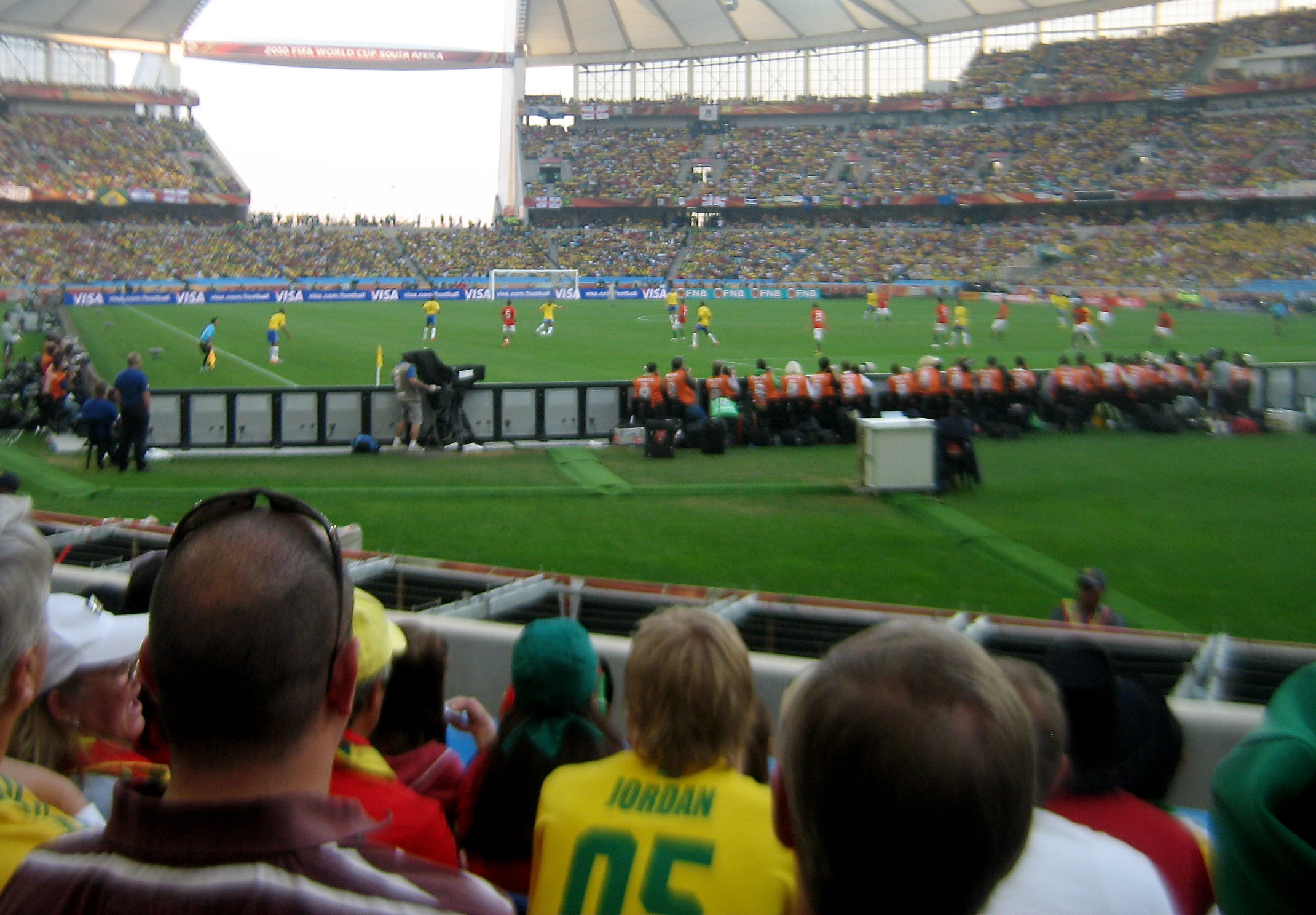
POR– BRA
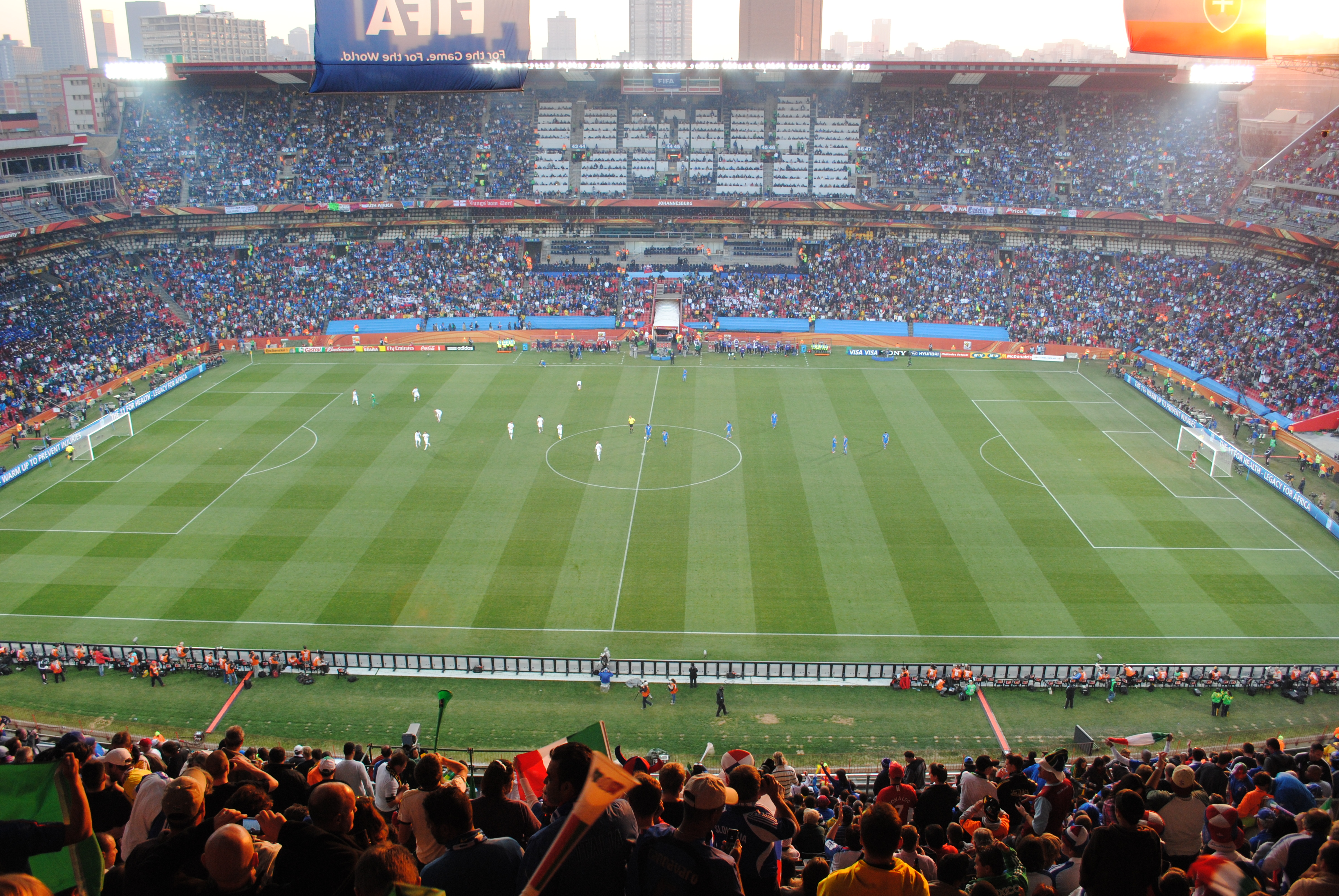
SVK– ITA
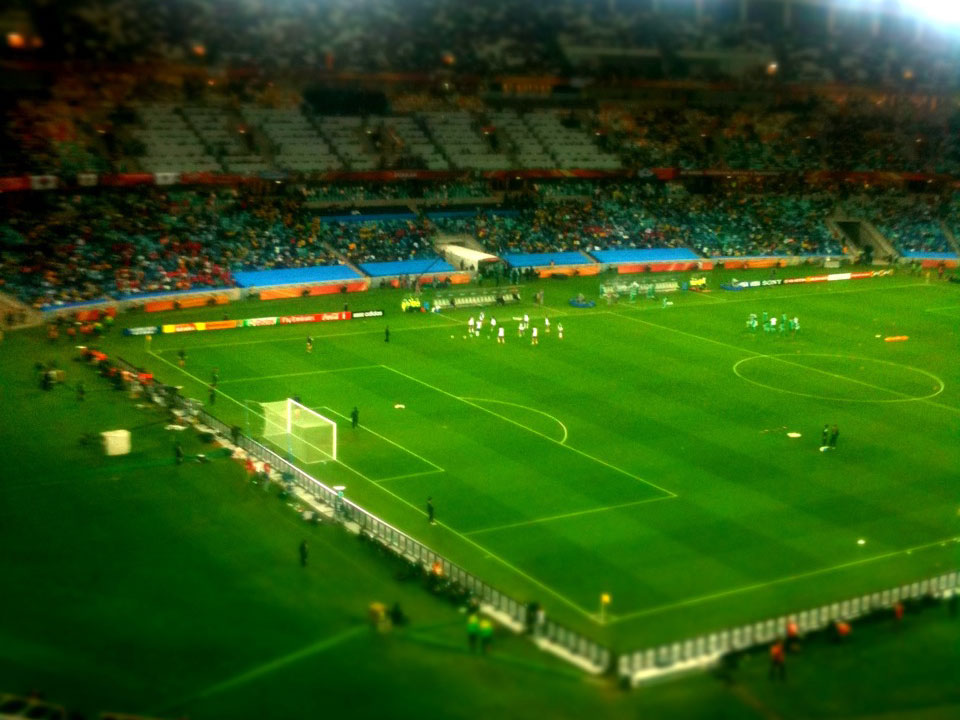
NGR– KOR
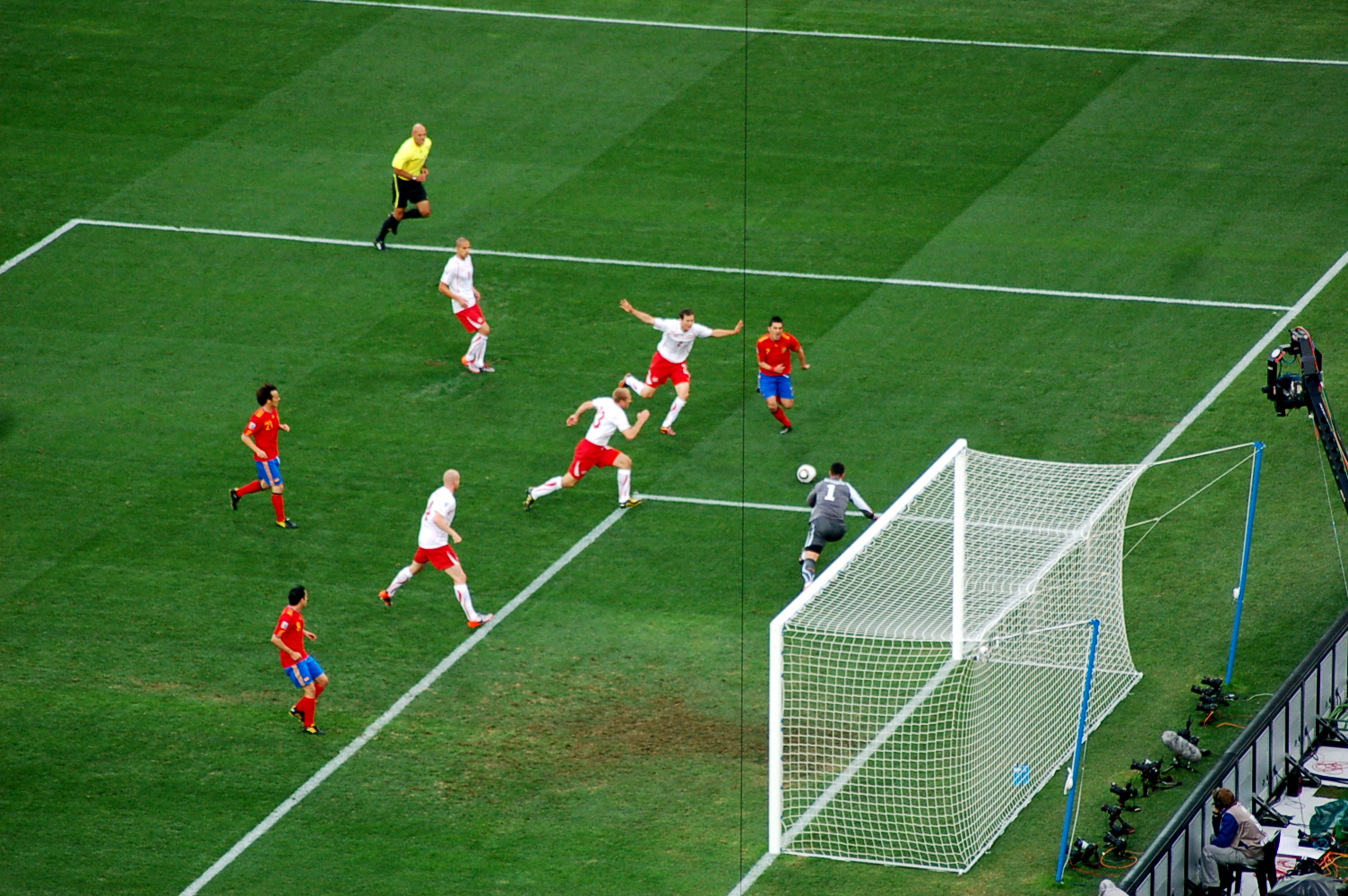
ESP– SUI
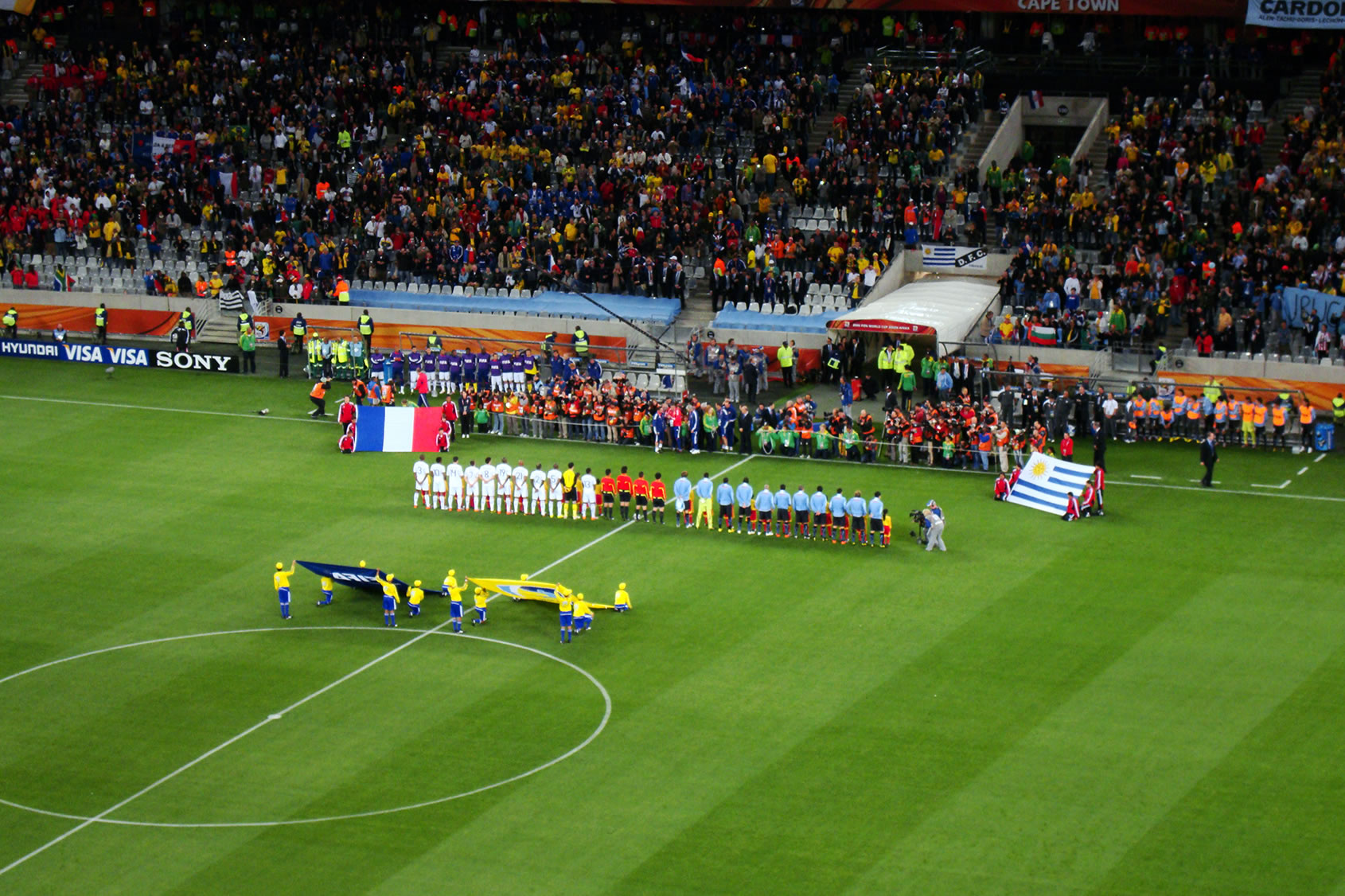
URU– FRA
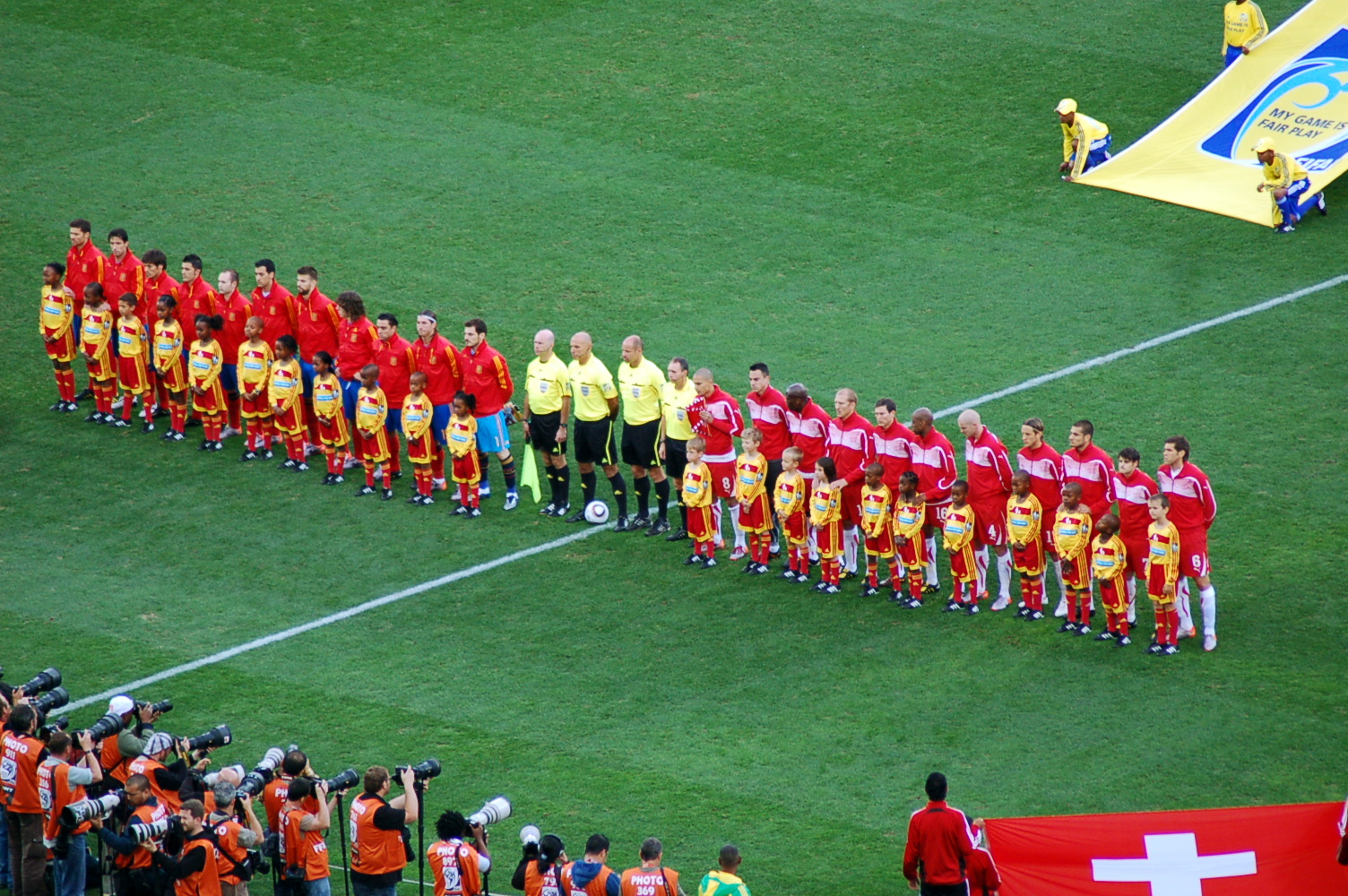
ESP– SUI

Algemeen · Kwalificatie · Finale 
Kwalificatiedetails: Afrika (CAF) · Azië (AFC) · Europa (UEFA) · Noord- en Midden- Amerika (CONCACAF) · Oceanië (OFC) · Zuid-Amerika (CONMEBOL)

Groepen: A · B · C · D · E · F · G · H
Soccer City (Johannesburg) · Groenpuntstadion (Kaapstad) · Nelson Mandelabaaistadion (Port Elizabeth) · Moses Mabhidastadion (Durban) · Ellispark (Johannesburg)· Vrystaat-stadion (Bloemfontein) · Loftus Versfeld (Pretoria) · Royal Bafokengstadion (Rustenburg) · Mbombelastadion (Nelspruit) · Peter Mokabastadion (Pietersburg)